# Saint-Lunaire
Pour les articles homonymes, voir Lunaire (homonymie) et Saint Lunaire.
Saint-Lunaire est une commune française située dans le département d'Ille-et-Vilaine en région Bretagne, peuplée de 2 647 habitants.
Station balnéaire de Bretagne nord, elle se situe sur la Côte d'Émeraude.

## Géographie
La commune fait partie de l'aire urbaine de Dinard. Son bourg s'étend sur les dunes sablonneuses (mielles) accumulées entre deux massifs de granite et grès se jetant de manière subméridienne vers la mer de la Manche, les pointes du Nick, du Décollé et de la Garde Guérin (cette dernière, la plus à l'ouest, se trouvant à Saint-Briac). Avec l'urbanisation, seules subsistent les plages de sable fin (découvertes de quelque 300 mètres à grande marée) dites Grande Plage et plage de Longchamp, toutes deux barrées de digues construites pour la promotion immobilière à la fin du XIXe siècle et dans les années 1930.
Le territoire inclut en outre sur le littoral à l'est vers Dinard les plages de la Fosse aux Vaults et de la Fourberie et surtout l'arrière-pays bocager sur une profondeur de trois kilomètres qui se termine par les derniers hectares de la forêt de Ponthual, laquelle couvrait antan l'ensemble du territoire.
L'arrière-pays, parsemé de lieux-dits dépendant du bourg, est traversé de deux cours d'eau principaux de direction anticlinale, le Crèvelin qui se jette à l'extrémité est de la Grande Plage dans un petit estuaire inondé à marée haute (le Goulet) et le second limitrophe de Saint-Briac-sur-Mer aboutissant aux trois quarts de la plage de Longchamp.

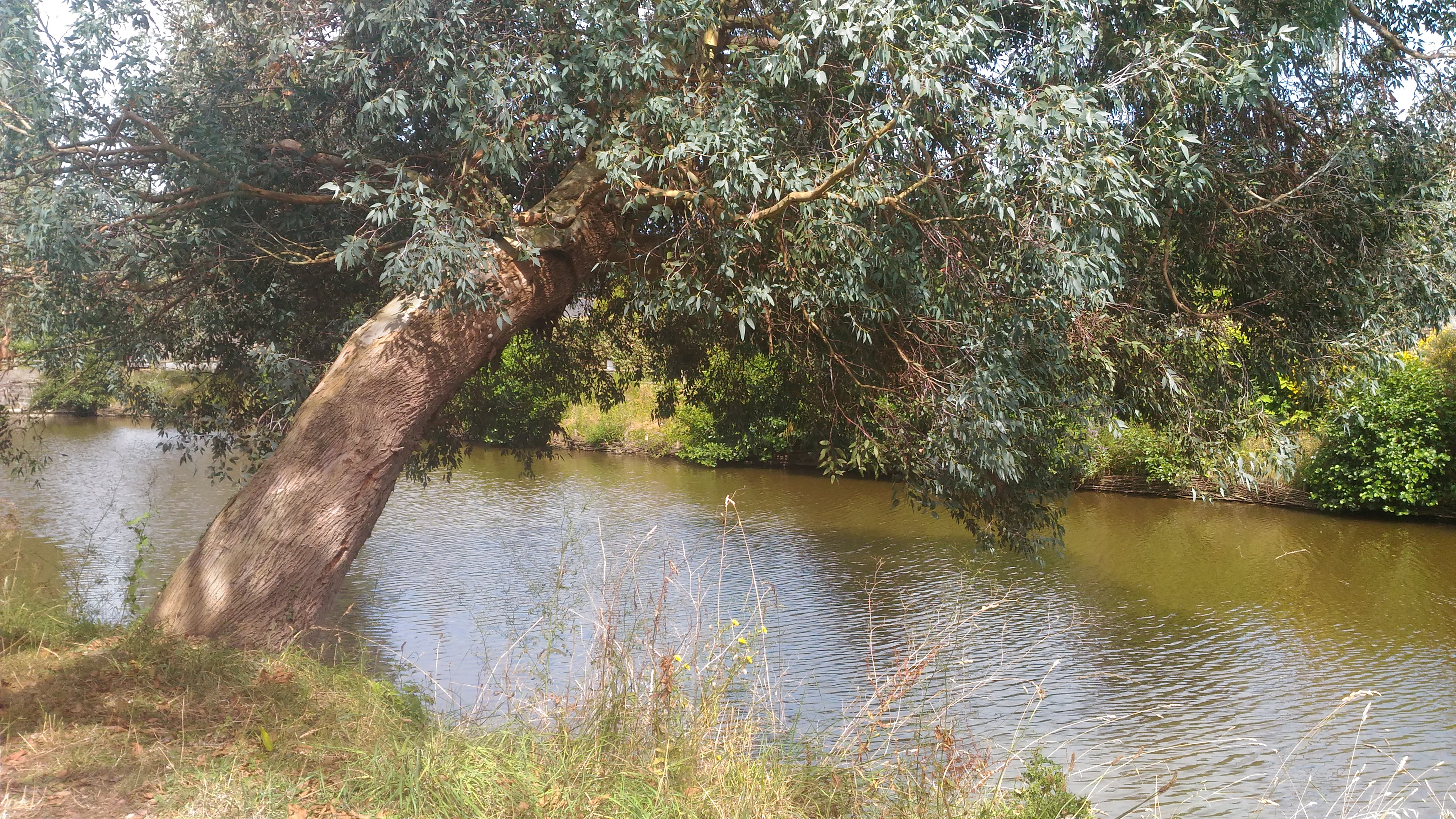
Le Crèvelin.

La commune a compté jusqu'à 45 villages ou hameaux : Barouillet, Blanche Lande, la Broussette, la Dauphinoise (la Dauphine, la Dauphinaie), la Frouberie (la Fourberie), le Haut Chemin, les Landes, Launay, le Marais, la Marre, le Moulinet, le Petit Ponbriand, le Placy (le Placis), le Pont, Pontual, la Rouaudais (la Ruaudais), le Tertre Aulot (le Tertre Allot), le Tertre Barrié (le Tertre Barrière), la Toise (la Touesse), la Ville à Gau, la Ville Bily, la Ville Fouché, la Ville es Coq (la Ville-au-Coq), la Ville es Outils, la Ville es Quelinée (la Ville-es-Quelmée), la Ville Grignon, la Ville Jehar (la Ville-Jehan), la Ville Millon, la Ville Pinolle (la Ville-Pinelle), la Ville Revault, la Ville Ruelle (la Ville-Ruette), etc.

### Communes limitrophes
|                     | La Manche     |        |
| Saint-Briac-sur-Mer | Saint-Lunaire | Dinard |
|                     | Pleurtuit     |        |

### Écologie du paysage
Du point de vue de la richesse de la flore, Saint-Lunaire, comme Saint-Briac, fait partie des communes du département possédant dans leurs différents biotopes le plus de taxons, soit 599 pour une moyenne communale de 348 taxons et un total départemental de 1 373 taxons (118 familles). On compte notamment 39 taxons à forte valeur patrimoniale (total de 207) ; 23 taxons protégés et 22 appartenant à la liste rouge du Massif armoricain (total départemental de 237). Parmi les sites intéressants :
- dune de Longchamp, avec notamment le chardon bleu des dunes (Eryngium maritimum), espèce protégée ;
- estuaire de Crèvelin : statice de Norman (Limonium normannicum), inule fausse criste (Limbarda crithmoides) en pied de falaise[3].

Le 7 avril 2025, Le conseil municipal a voté la création de deux zones de préemption environnementale, l'une dans la vallée du Crévelin (91 hectares) et l'autre dans la vallée du Pontbriand (16 hectares), toutes deux identifiées corridors écologiques remarquables. Le Crévelin l'est pour ses zones humides et boisements à préserver, et le Pontbriand désigné pour restauration écologique. L'opération vise à restaurer, protéger et gérer cette trame d'habitats naturels et à rétablir des continuités écologiques dégradées, pour maintenir la fraîcheur des terres via une régulation du cours d'eau. La décision est aussi motivée par la protection des eaux de baignade en aval. Dans le plan local d'urbanisme, ces espaces sont des éléments clés de la trame verte et bleue car reliant des sites naturels remarquables (terrestres et littoraux) et nécessaires à la circulation des espèces.

### Hydrographie
Pour un article plus général, voir Réseau hydrographique d'Ille-et-Vilaine.
La commune est située dans le bassin Loire-Bretagne. Elle est drainée par le Crévelin,.

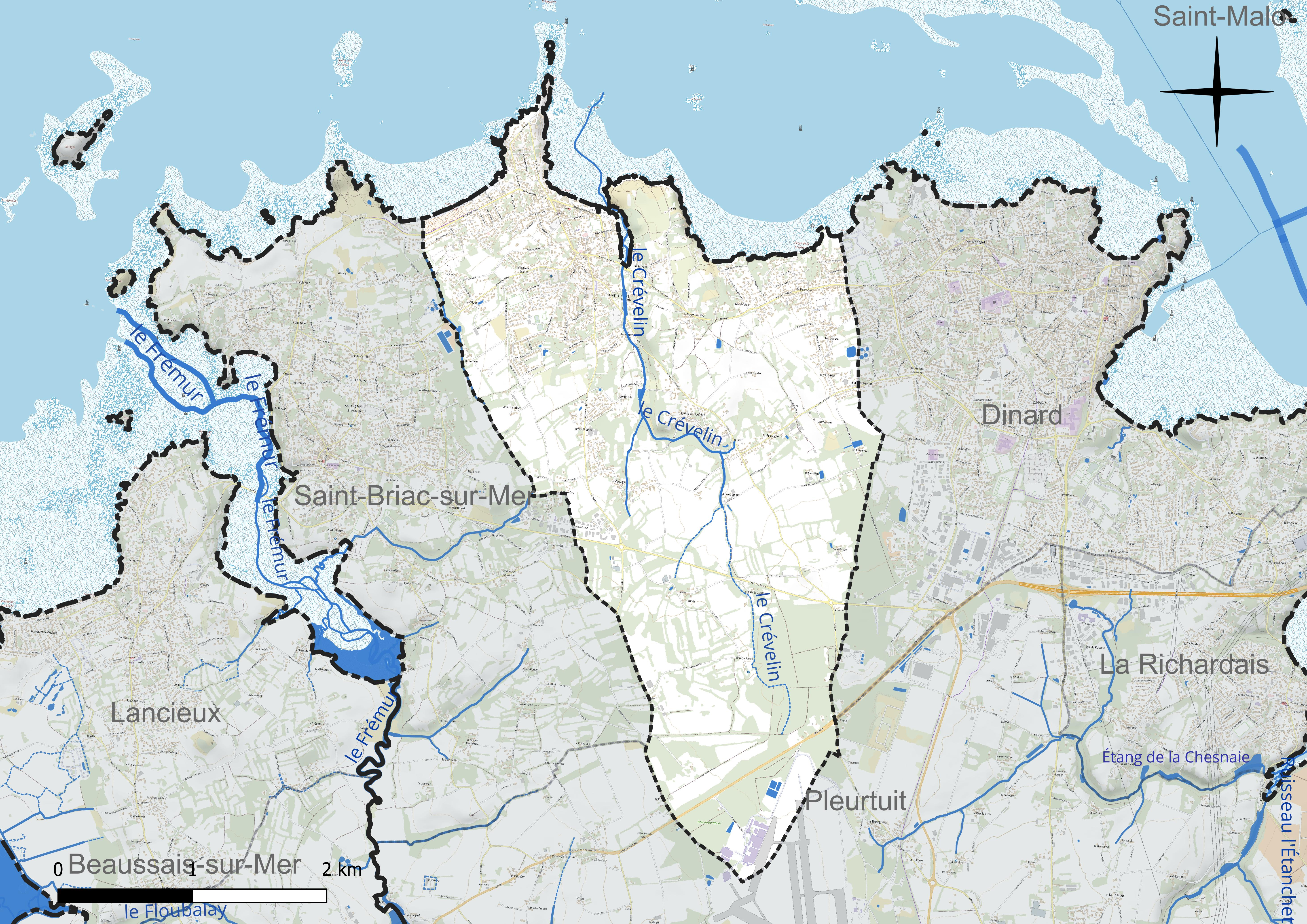
Réseau hydrographique de Saint-Lunaire.

### Climat
Pour des articles plus généraux, voir Climat de la Bretagne et Climat d'Ille-et-Vilaine.

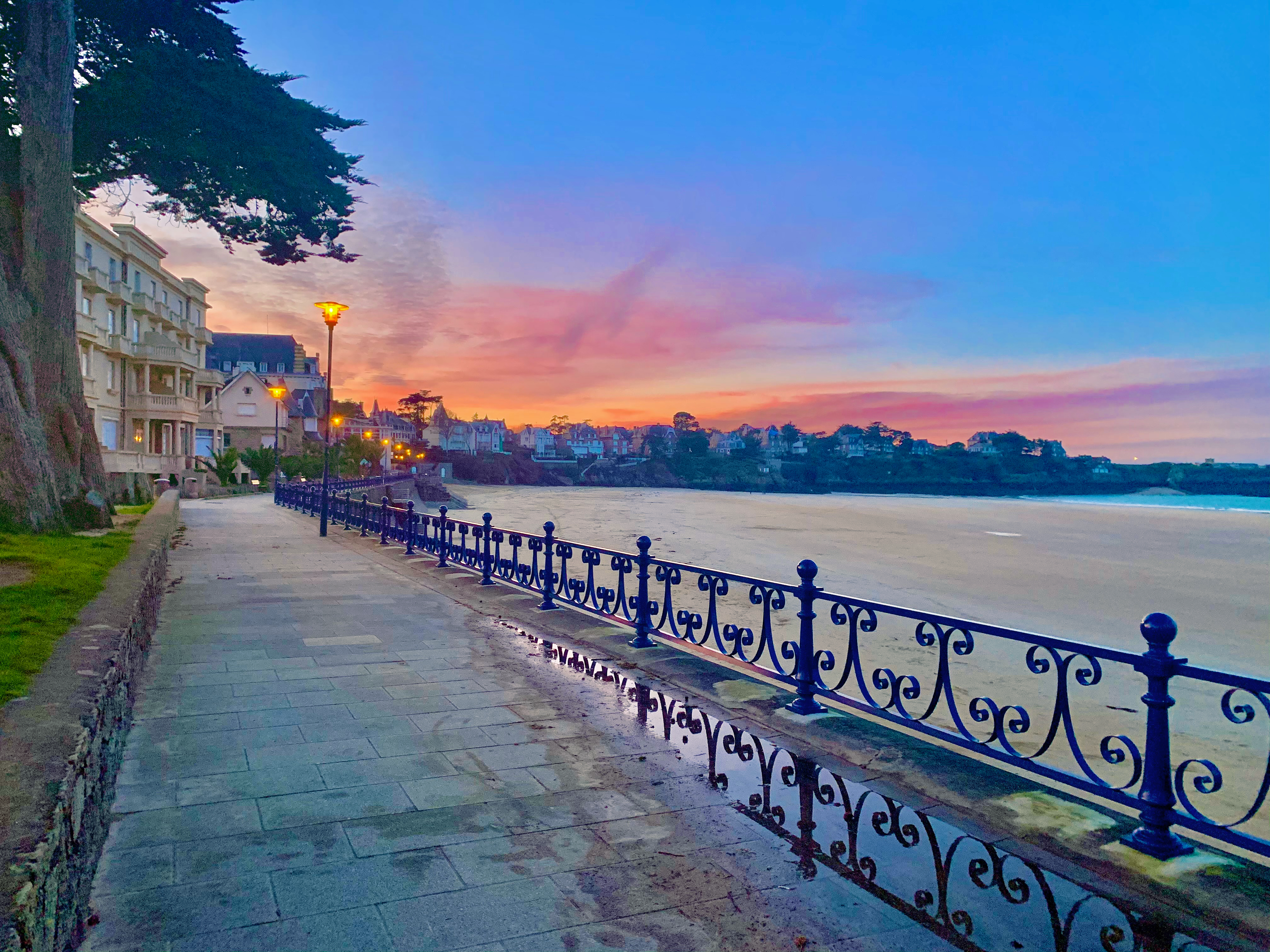
La rue de la Grève sur la digue avec le ciel qui s'embrase au crépuscule.

En 2010, le climat de la commune est de type climat océanique franc, selon une étude du CNRS s'appuyant sur une série de données couvrant la période 1971-2000. En 2020, Météo-France publie une typologie des climats de la France métropolitaine dans laquelle la commune est exposée à un climat océanique et est dans la région climatique Bretagne orientale et méridionale, Pays nantais, Vendée, caractérisée par une faible pluviométrie en été et une bonne insolation. Parallèlement l'observatoire de l'environnement en Bretagne publie en 2020 un zonage climatique de la région Bretagne, s'appuyant sur des données de Météo-France de 2009. La commune est, selon ce zonage, dans la zone « Littoral doux », exposée à un climat venté avec des étés cléments.
Pour la période 1971-2000, la température annuelle moyenne est de 11,5 °C, avec une amplitude thermique annuelle de 11,4 °C. Le cumul annuel moyen de précipitations est de 669 mm, avec 11,6 jours de précipitations en janvier et 6,5 jours en juillet. Pour la période 1991-2020, la température moyenne annuelle observée sur la station météorologique la plus proche, située sur la commune de Pleurtuit à 7 km à vol d'oiseau, est de 11,9 °C et le cumul annuel moyen de précipitations est de 752,0 mm,. Pour l'avenir, les paramètres climatiques de la commune estimés pour 2050 selon différents scénarios d'émission de gaz à effet de serre sont consultables sur un site dédié publié par Météo-France en novembre 2022.

## Urbanisme

### Typologie
Au 1er janvier 2024, Saint-Lunaire est catégorisée ceinture urbaine, selon la nouvelle grille communale de densité à sept niveaux définie par l'Insee en 2022.
Elle appartient à l'unité urbaine de Dinard, une agglomération inter-départementale regroupant neuf communes, dont elle est une commune de la banlieue,,. Par ailleurs la commune fait partie de l'aire d'attraction de Saint-Malo, dont elle est une commune de la couronne,. Cette aire, qui regroupe 35 communes, est catégorisée dans les aires de 50 000 à moins de 200 000 habitants,.
La commune, bordée par la Manche, est également une commune littorale au sens de la loi du 3 janvier 1986, dite loi littoral. Des dispositions spécifiques d'urbanisme s'y appliquent dès lors afin de préserver les espaces naturels, les sites, les paysages et l'équilibre écologique du littoral, tel le principe d'inconstructibilité, en dehors des espaces urbanisés, sur la bande littorale des 100 mètres, ou plus si le plan local d'urbanisme le prévoit.

### Occupation des sols

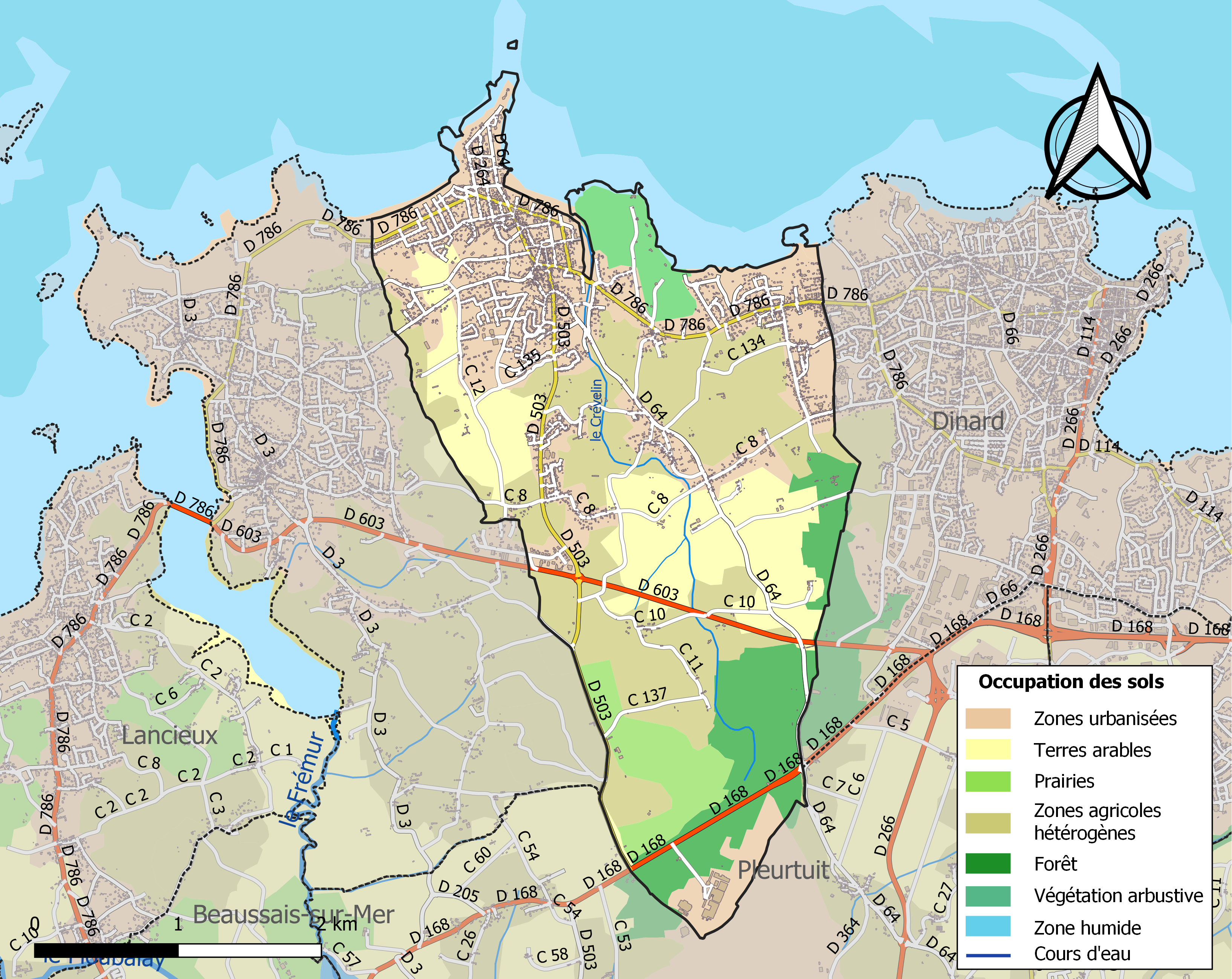
Carte des infrastructures et de l'occupation des sols de la commune en 2018 (CLC).

L'occupation des sols de la commune, telle qu'elle ressort de la base de données européenne d'occupation biophysique des sols Corine Land Cover (CLC), est marquée par l'importance des territoires agricoles (52,2 % en 2018), en diminution par rapport à 1990 (60,5 %). La répartition détaillée en 2018 est la suivante :
zones urbanisées (30 %), zones agricoles hétérogènes (29,4 %), terres arables (17,8 %), forêts (11,5 %), prairies (5,1 %), milieux à végétation arbustive et/ou herbacée (3,4 %), zones industrielles ou commerciales et réseaux de communication (2,4 %), zones humides côtières (0,3 %), espaces verts artificialisés, non agricoles (0,1 %).
L'IGN met par ailleurs à disposition un outil en ligne permettant de comparer l'évolution dans le temps de l'occupation des sols de la commune (ou de territoires à des échelles différentes). Plusieurs époques sont accessibles sous forme de cartes ou photos aériennes : la carte de Cassini (XVIIIe siècle), la carte d'état-major (1820-1866) et la période actuelle (1950 à aujourd'hui).

## Toponymie
Le nom de la localité est attesté sous les formes Pontualli en 1271, Ecclesia de Pontual en 1319, Ponthual, Pontual au cours du XVIe siècle, Saint-Léonaire de Pontual, Saint-Lunaire de Pontual à la fin du XVIIe siècle, Port-Lunaire en 1792, Saint-Lunaire en 1803.
En gallo le nom de la commune est Saent Lunérr[réf. nécessaire].

## Histoire

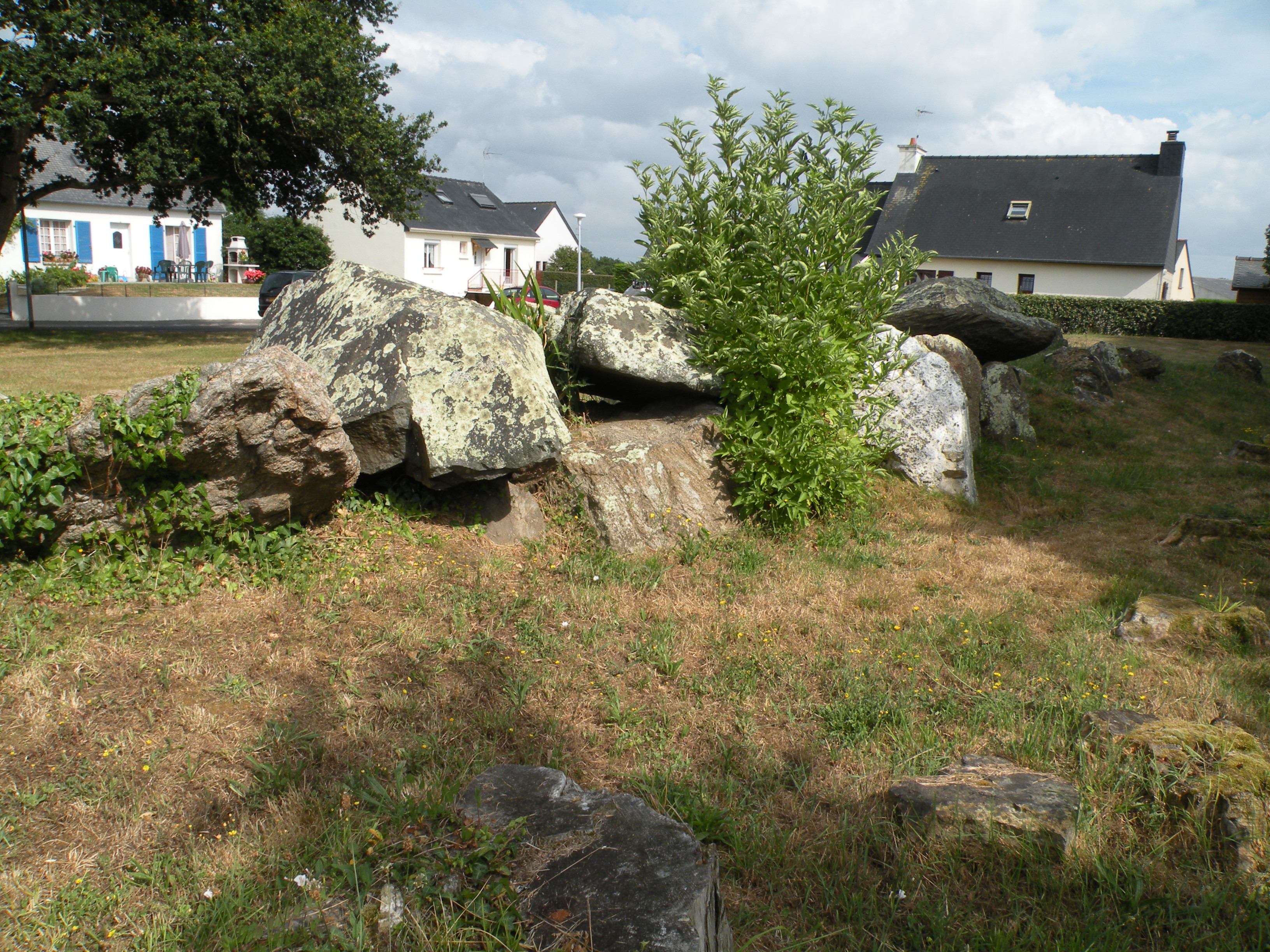
L'allée couverte de Plate Roche.

### Préhistoire et Antiquité
La présence des restes d'une allée couverte (dolmen allongé) atteste l'occupation de la région depuis le Néolithique (2000 à 5000 av. J.-C.). Ce très ancien bourg de paysans et de marins connut l'occupation romaine cinq siècles durant, sans que le caractère particulier de ses habitants, des Coriosolites, en soit profondément modifié.

### Légende
Selon l'hagiographie bretonne, les invasions barbares de Saxons et de Frisons de 509 chassèrent les princes et les seigneurs. Ce n'est que quatre ans plus tard que l'on assista à l'île de Cézembre au débarquement du roi Arthur et de Hoël 1er, roi d'Armorique, venant reprendre possession de son royaume. Saint Lunaire (ou Léonor), l'un des fils de Hoël Ier et de sainte Pompée (ou Coupaia), frère de saint Tugdual et de sainte Sève, accompagné de moines et de laïcs, pénétra vers 535 dans une vaste forêt, la défricha, y construisit une chapelle, à l'endroit où se trouve actuellement la Vieille Église, qui sera érigée par les seigneurs de Pontual au XIe siècle[style à revoir].

### Moyen Âge
Le fondement de la commune de Saint-Lunaire est l'église et les terres du seigneur de Pontual. La formation du paysage agraire de Saint-Lunaire est liée aux coutumes féodales qui règlent la vie de chacun, du noble au paysan en passant par le clergé. Le domaine de Pontual est le siège de la seigneurie. Élevée sur une butte de terre (la ville Revault) elle est environnée de bois et possède un grand étang[réf. nécessaire]. Il est donc vraisemblable que le bourg ne pouvait pas se développer au nord de l'église, car les terres appartenaient au seigneur. Seules les terres d'est en ouest étaient constructibles.

### Époque moderne
C'est vers la fin du XVIIe siècle que Saint-Léonor devint Saint-Léonaire de Pontual puis Saint-Lunaire de Ponthual.
En 1758, les relevés fondés sur une triangulation géométrique, à l'échelle topographique, vont donner la carte de Cassini (première carte générale du royaume de France qui fut dressée au XVIIe siècle). Sur cette carte figurent de nombreuses informations qui aident à la compréhension de l'évolution de la commune de Saint-Lunaire.
C'est entre le 14 et le 25 février 1790 que la municipalité de Saint-Lunaire de Pontual se met en place. La commune s'appelle désormais Port-Lunaire. Le 7 août 1803, le maire décide que le nom de Saint-Lunaire remplacera celui de Port-Lunaire.

### LeXIXesiècle

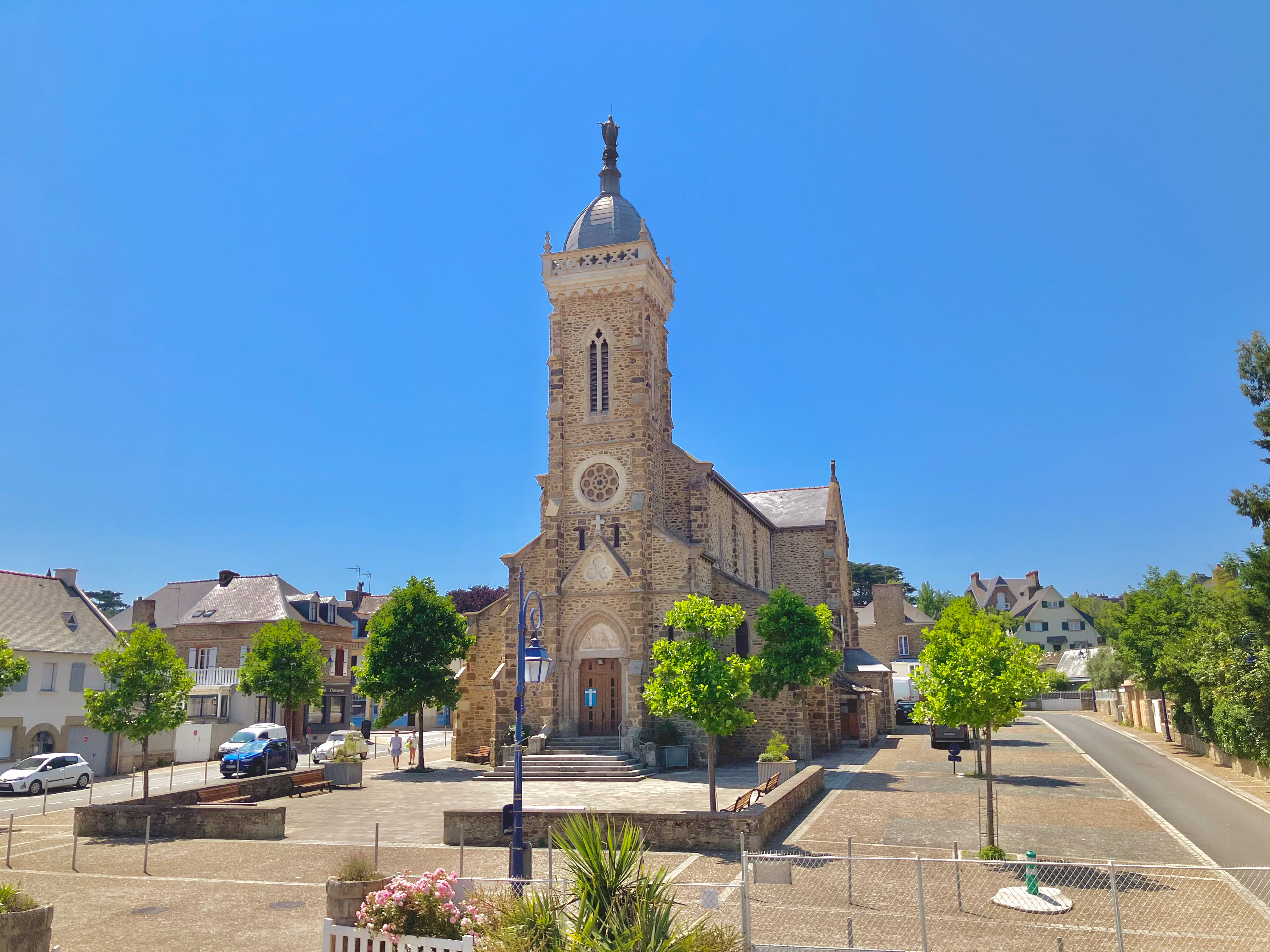
La nouvelle église Saint Lunaire, consacrée le 14 septembre 1884, avec la place de l'Église et le boulevard de la Motte Cartier.

En 1836, la population augmente, le maire s'occupe de l'instruction des jeunes, l'école ouvre ses portes à la Ville ès Quelmes, la nouvelle mairie-école est inaugurée en 1866.
On ignore si Victor Hugo visita Saint-Lunaire lors de son voyage à Saint-Malo et Dinan avec Juliette Drouet, mais il y plaça un épisode tragique des Travailleurs de la Mer sur la pointe du Décollé, une quinzaine d'années plus tard.

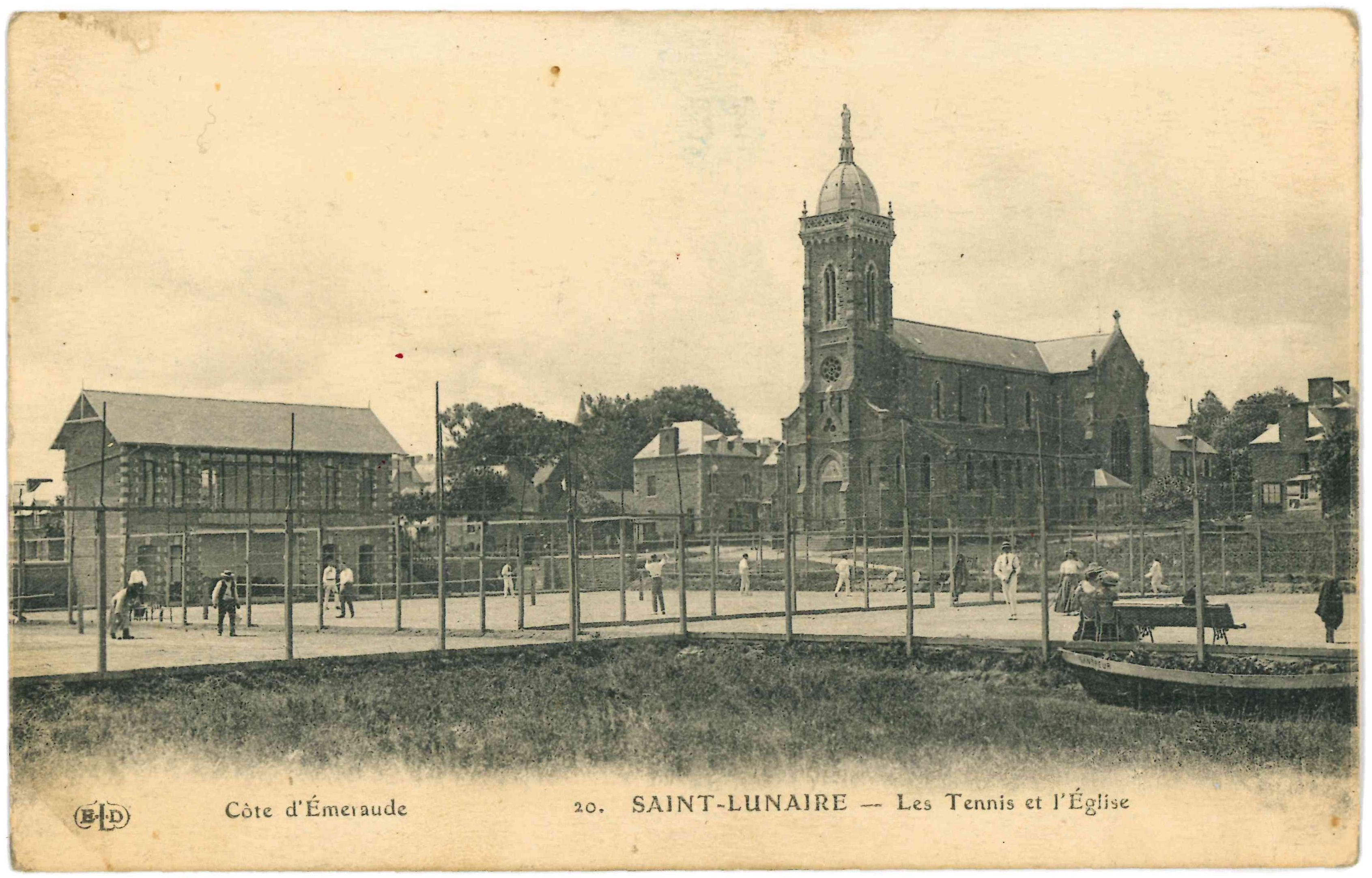
L'église et les tennis, fin XIXe ou début XXe siècle.

Au XIXe siècle, la noblesse a perdu de sa puissance et c'est la nouvelle société de notables qui va transformer l'aspect et l'économie de Saint-Lunaire. Le village se transforme en station balnéaire, sous l'impulsion principale de Sylla Laraque, richissime millionnaire haïtien. Il rachète et développe le Grand Hôtel, fait construire de nombreuses villas prestigieuses, une usine électrique et des courts de tennis encore réputés de nos jours. Plusieurs personnalités, la reine de Roumanie, des hommes de lettres, des peintres, des artistes passent ou séjournent à Saint-Lunaire. On peut citer entre autres, Émile Bergerat, Jules Verne, Jean Richepin ou encore Ève Lavallière. De cette époque subsistent de superbes villas de style balnéaire.

### LeXXesiècle
Aujourd'hui encore, Saint-Lunaire est ou a été le lieu de villégiature de nombreuses personnalités comme Jean Rochefort, le musicien de jazz Yannick Robert, le joaillier Fred, Nicolas Hulot ou encore Emmanuel Chain.

## Politique et administration

### Jumelages
- Hexham (Royaume-Uni).

## Population et société

### Démographie
L'évolution du nombre d'habitants est connue à travers les recensements de la population effectués dans la commune depuis 1793. Pour les communes de moins de 10 000 habitants, une enquête de recensement portant sur toute la population est réalisée tous les cinq ans, les populations de référence des années intermédiaires étant quant à elles estimées par interpolation ou extrapolation. Pour la commune, le premier recensement exhaustif entrant dans le cadre du nouveau dispositif a été réalisé en 2008.
En 2022, la commune comptait 2 647 habitants, en évolution de +14,29 % par rapport à 2016 (Ille-et-Vilaine : +5,46 %, France hors Mayotte : +2,11 %).
| 1793  | 1800 | 1806 | 1821 | 1831  | 1836  | 1841  | 1846  | 1851  |
| ----- | ---- | ---- | ---- | ----- | ----- | ----- | ----- | ----- |
| 1 850 | 889  | 925  | 936  | 1 019 | 1 086 | 1 065 | 1 412 | 1 080 |

| 1856  | 1861  | 1866  | 1872  | 1876  | 1881  | 1886  | 1891  | 1896  |
| ----- | ----- | ----- | ----- | ----- | ----- | ----- | ----- | ----- |
| 1 215 | 1 247 | 1 201 | 1 189 | 1 106 | 1 252 | 1 317 | 1 357 | 1 413 |

| 1901  | 1906  | 1911  | 1921  | 1926  | 1931  | 1936  | 1946  | 1954  |
| ----- | ----- | ----- | ----- | ----- | ----- | ----- | ----- | ----- |
| 1 413 | 1 462 | 1 464 | 1 384 | 1 551 | 1 522 | 1 474 | 1 551 | 1 578 |

| 1962  | 1968  | 1975  | 1982  | 1990  | 1999  | 2006  | 2008  | 2013  |
| ----- | ----- | ----- | ----- | ----- | ----- | ----- | ----- | ----- |
| 1 639 | 1 578 | 1 585 | 2 020 | 2 163 | 2 250 | 2 307 | 2 323 | 2 287 |

| 2018  | 2022  | - | - | - | - | - | - | - |
| ----- | ----- | - | - | - | - | - | - | - |
| 2 396 | 2 647 | - | - | - | - | - | - | - |

## Économie
L'économie principale est le tourisme balnéaire estival. Le mini-golf, les plages, les crêperies, la paillote sur la plage, le yacht-club de Saint-Lunaire, le tennis, le cinéma sont les activités touristiques dans cette commune.

## Culture locale et patrimoine

### Monuments historiques

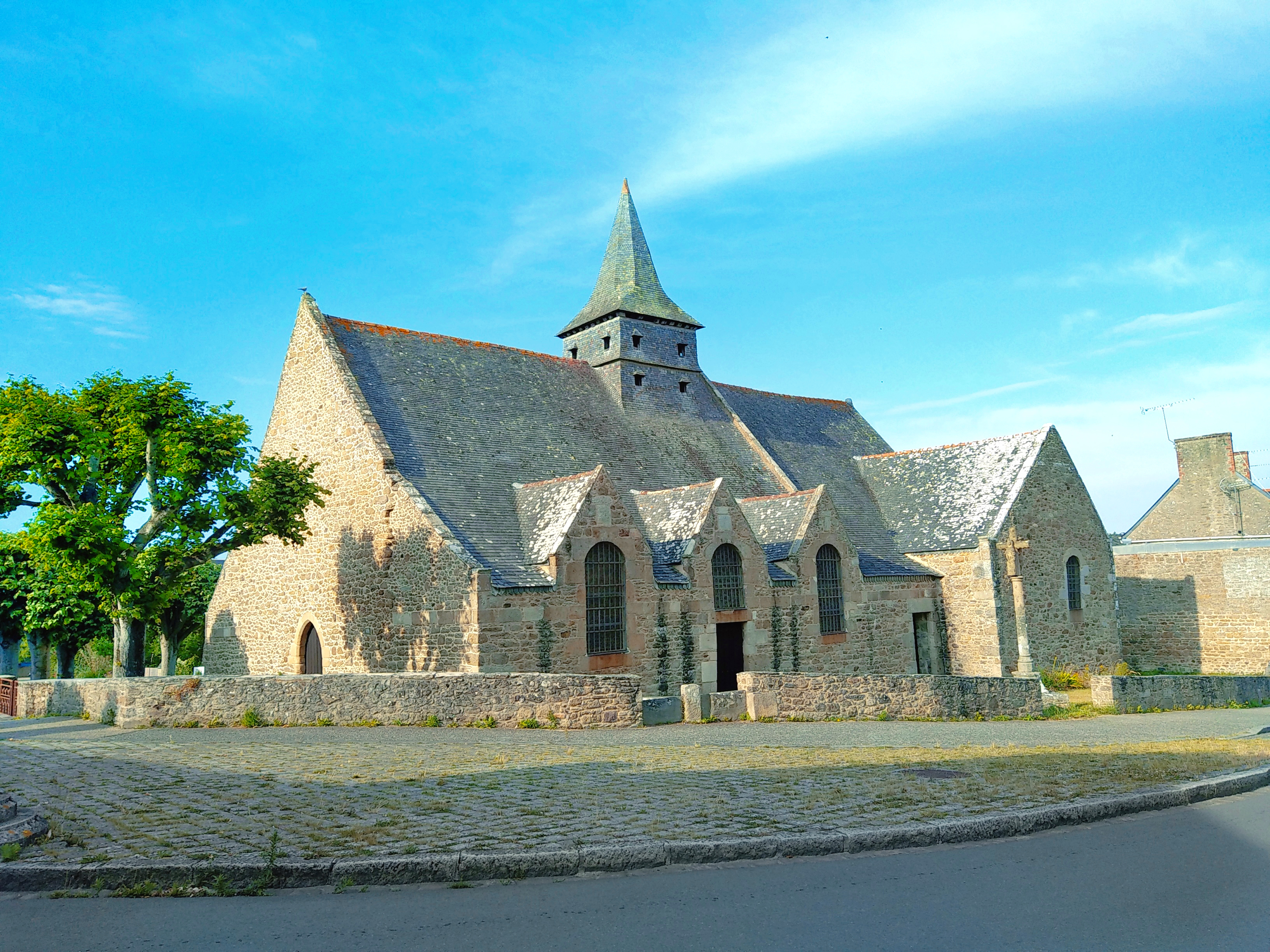
La vieille église Saint-Lunaire.
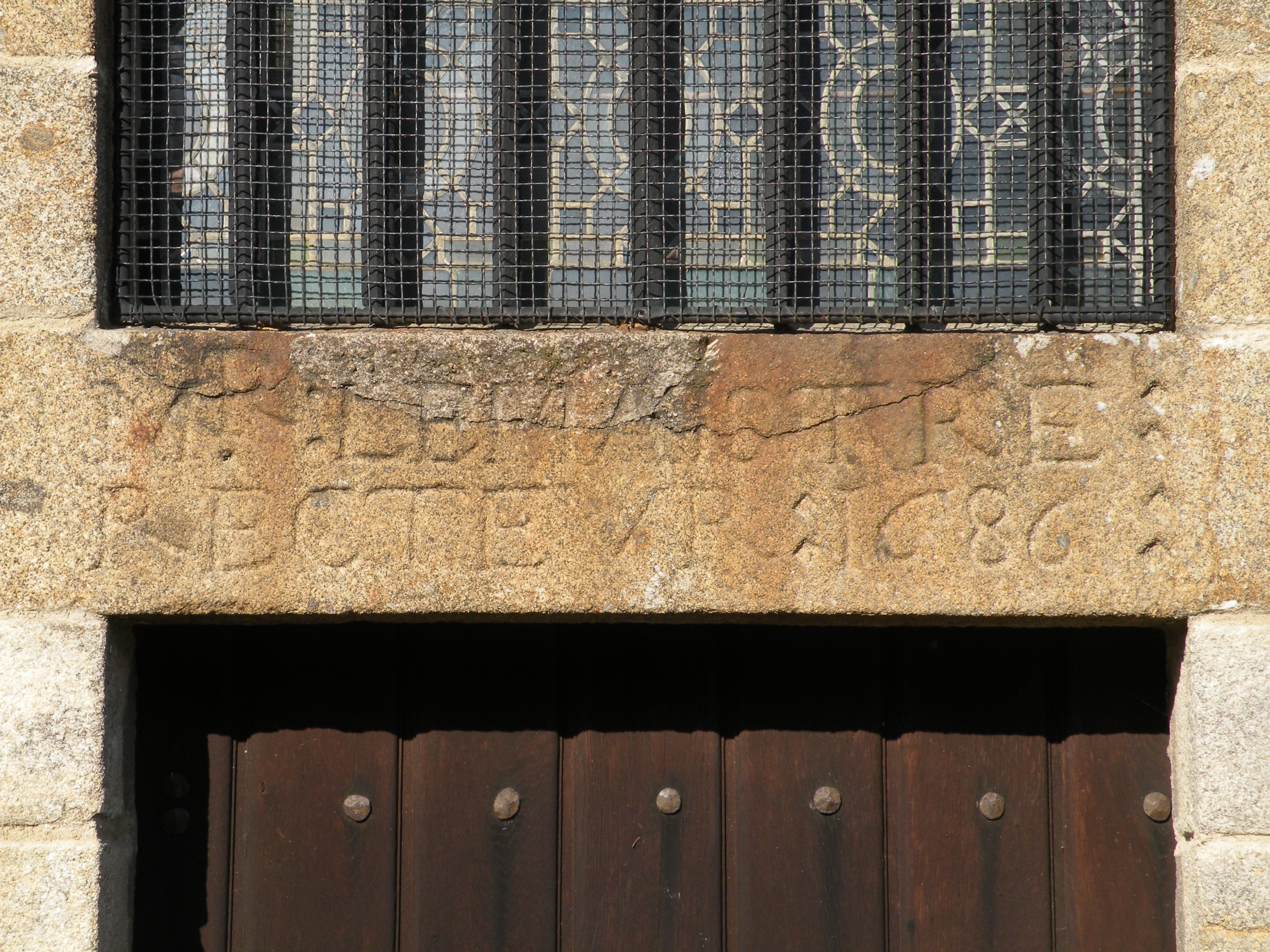
Linteau de la porte sud de la vieille église.
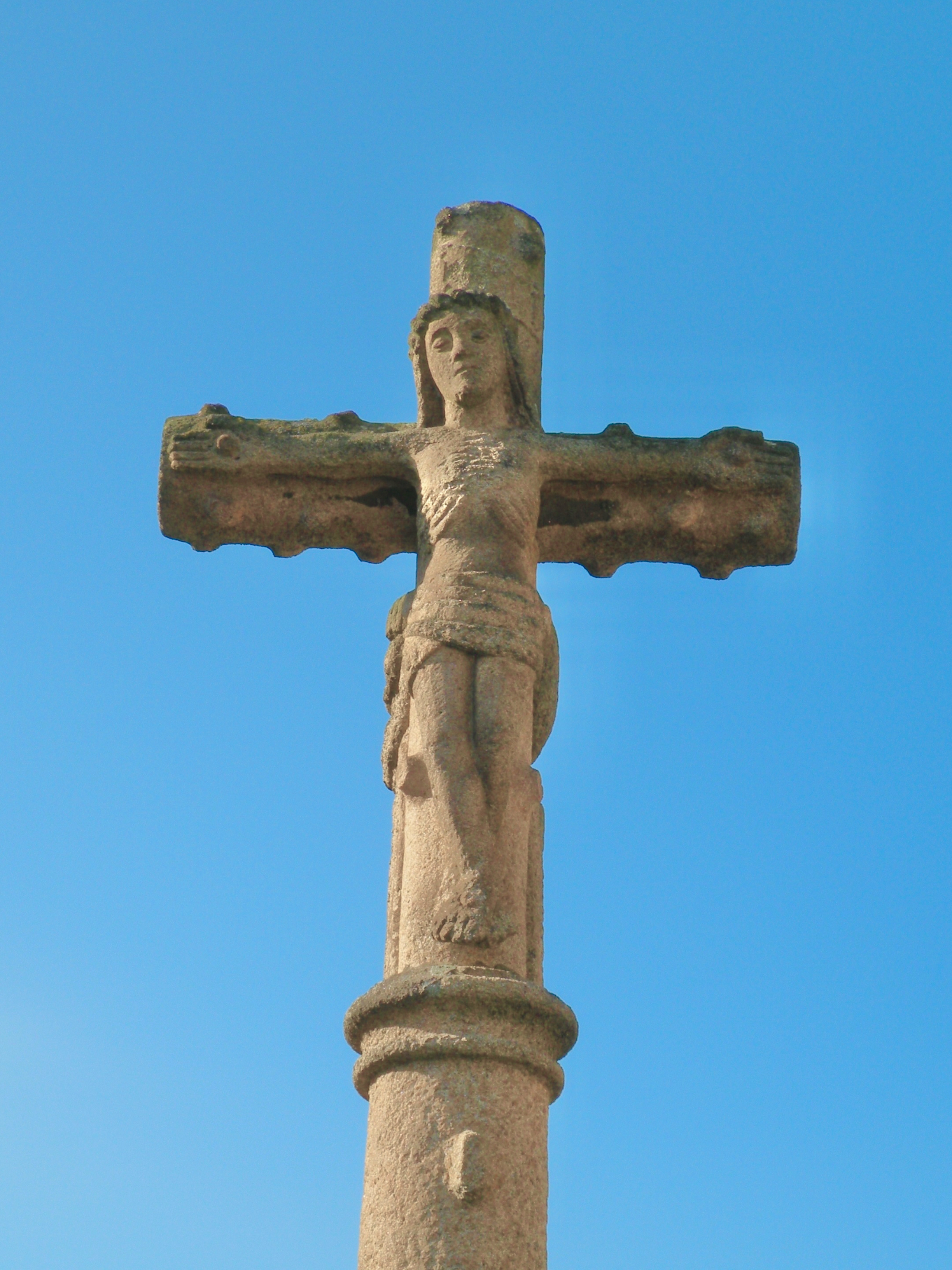
Le calvaire, face est avec le Christ.
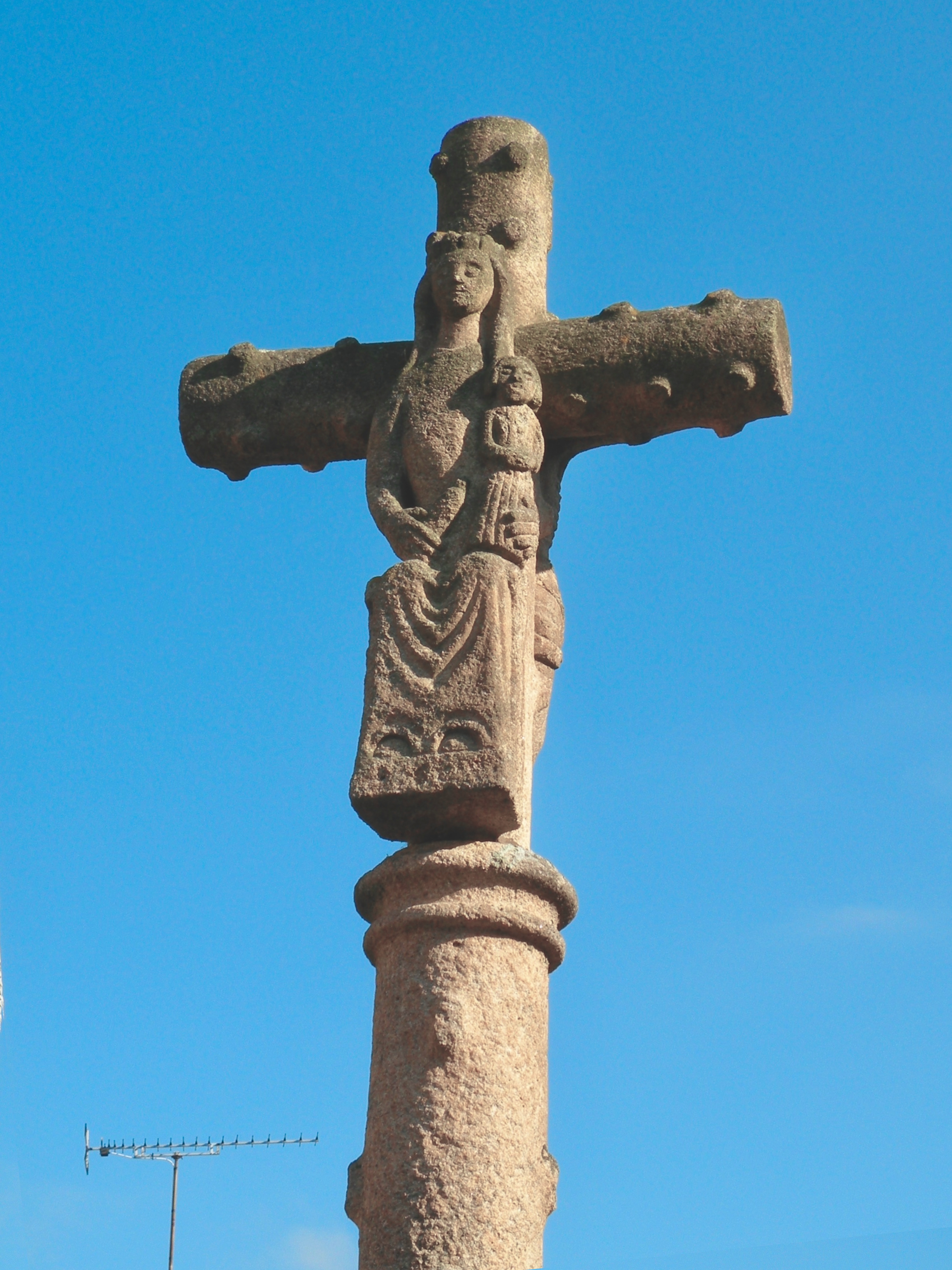
Le calvaire, face ouest avec la Vierge Marie.

La commune abrite deux monuments historiques :
- la vieille église, restaurée en 1954 puis en 2010. La nef du XIe siècle, flanquée de deux collatéraux, est reliée au chœur gothique par un arc triomphal. En transept, les deux chapelles des familles seigneuriales du pays, les Pontual (dont le blason est devenu celui de la commune) et les Pontbriand, possèdent des tombes en arcades et des gisants étonnants. Parmi ceux-ci, le tombeau de saint Lunaire, sarcophage gallo-romain, recouvert d'une dalle sculptée en haut-relief, le gisant représente le saint dans ses ornements épiscopaux. L'église a été classée par arrêté du 18 mars 1913[32] ;
- le calvaire du XVIe siècle, situé devant la façade sud de la vieille église, représente sur sa face est le Christ et sur l'autre face la Vierge Marie. Il a été inscrit par arrêté du 22 mars 1930[33].

### Autres monuments
- Allée couverte de Plate-Roche (de) (ou de Roche-Plate)
- Nouvelle église Saint-Lunaire consacrée le 14 septembre 1884.
- Église protestante évangélique
- Grand Hôtel
- Une partie de la commune forme un site patrimonial remarquable[réf. nécessaire]

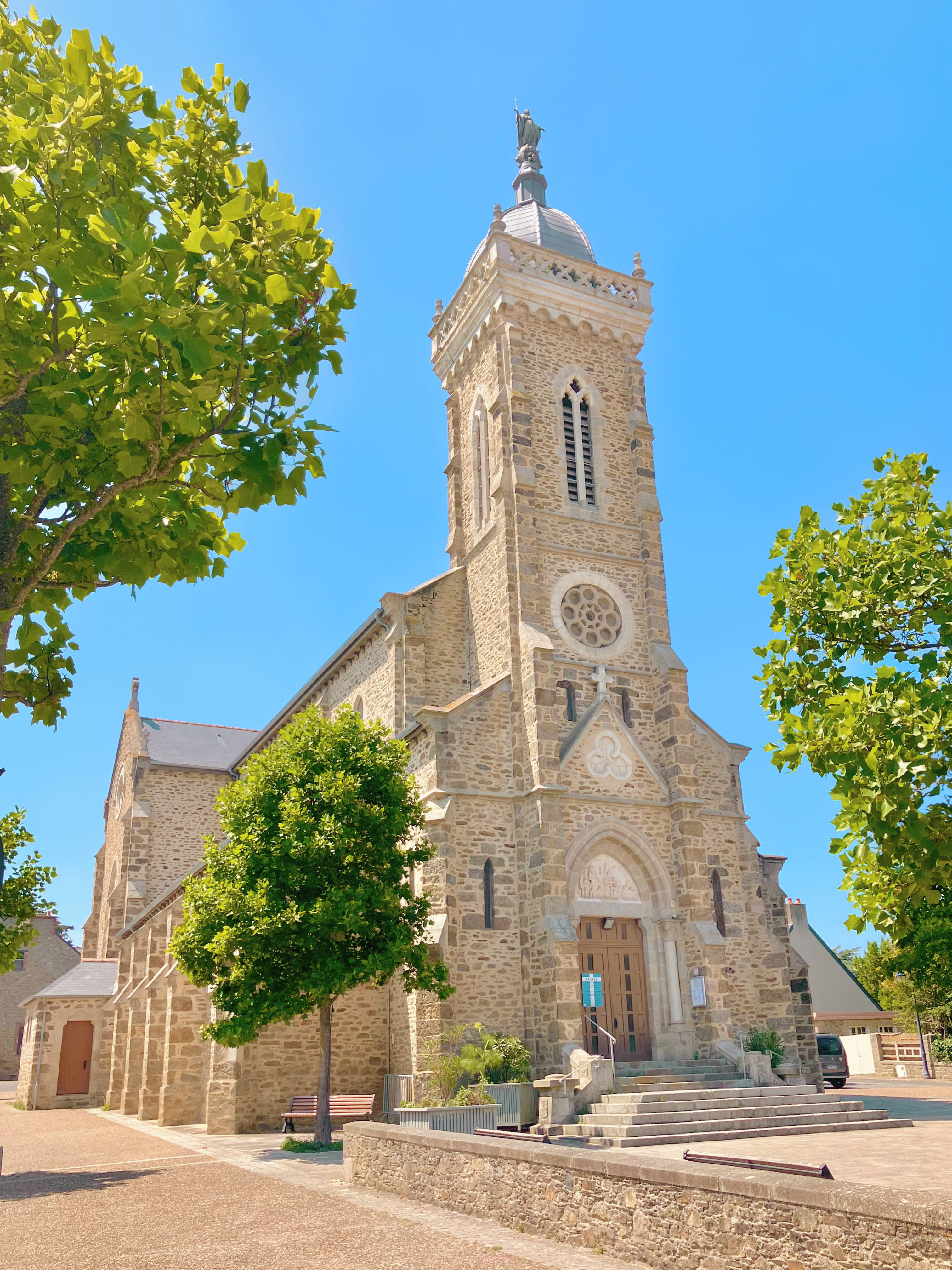
La nouvelle église Saint Lunaire consacrée le 14 septembre 1884, au centre de la place de l'Église.
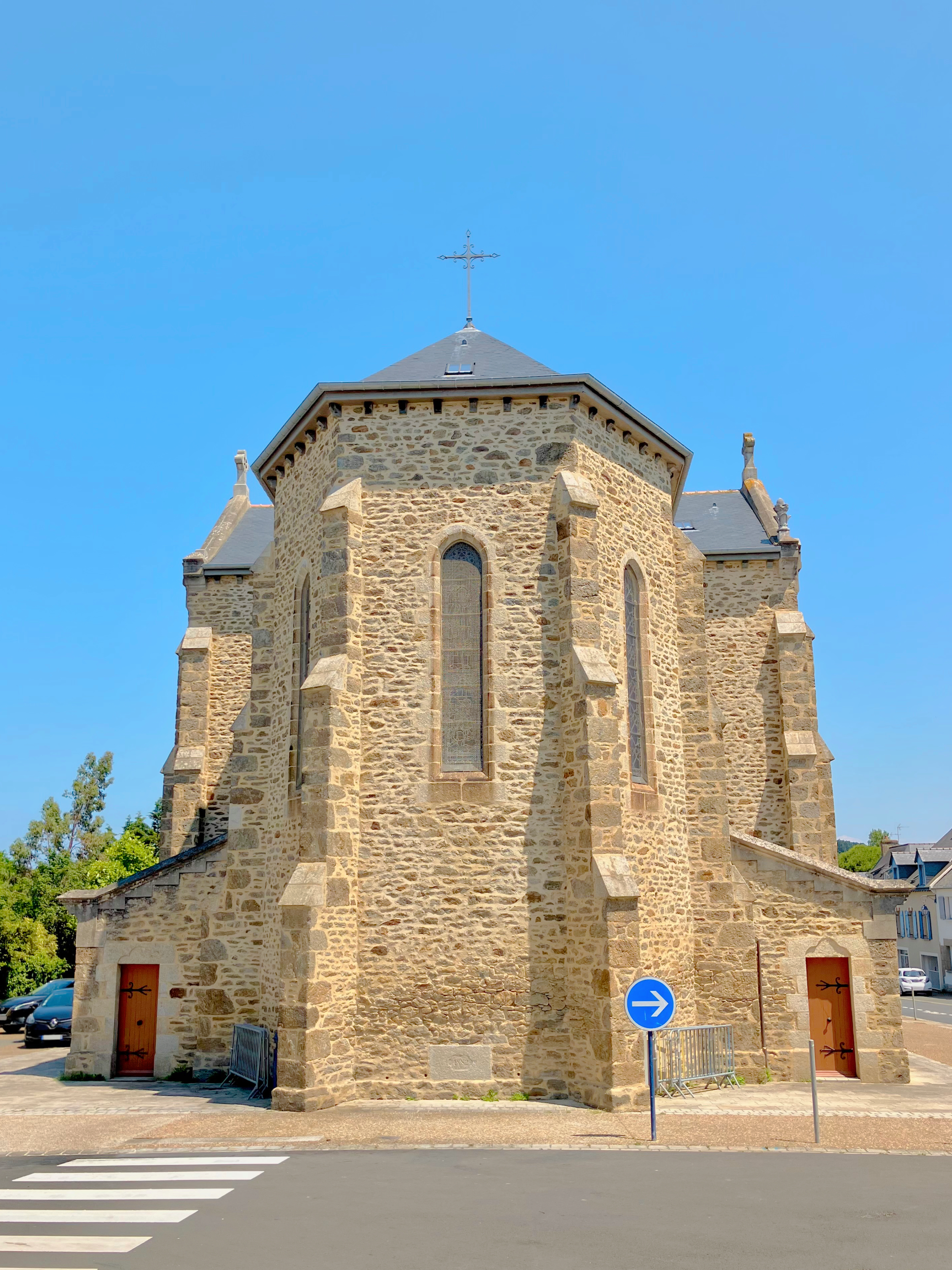
Le chevet de la nouvelle église Saint Lunaire. En bas du mur en moellon, on peut voir la première pierre posée en 1882.

### Sites naturels

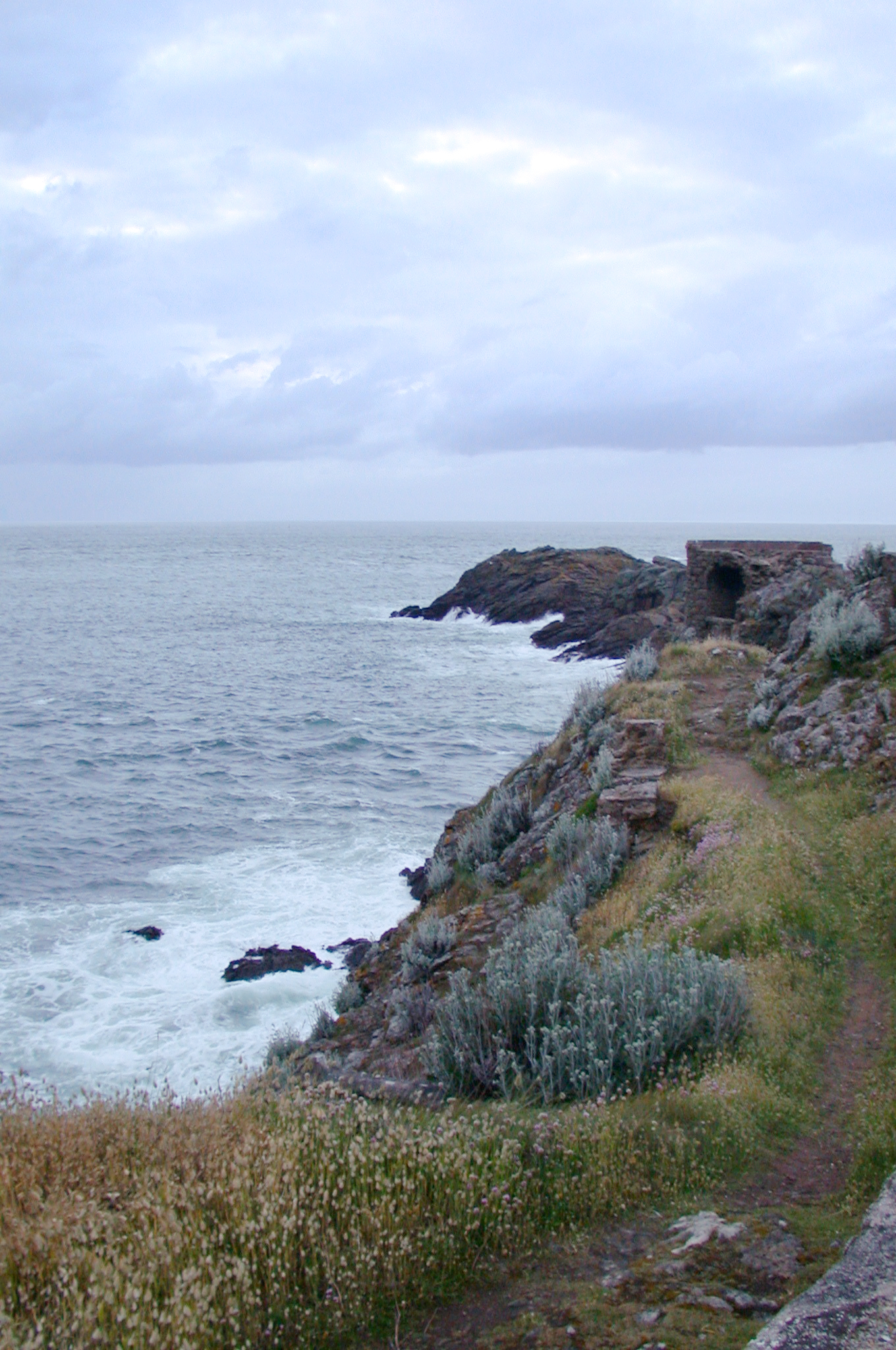
Extrémité de la pointe du Décollé.
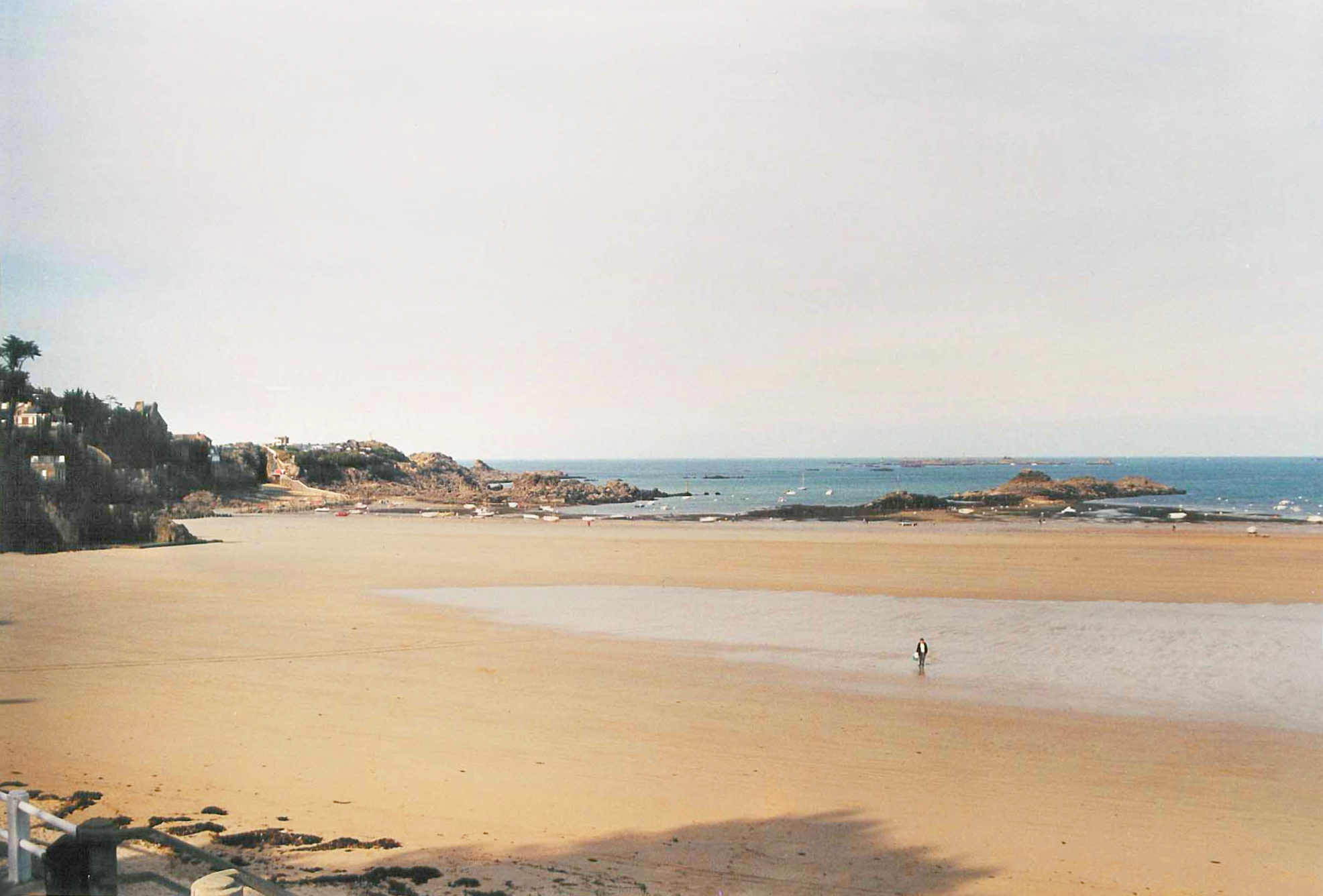
Grand'Plage à marée basse.
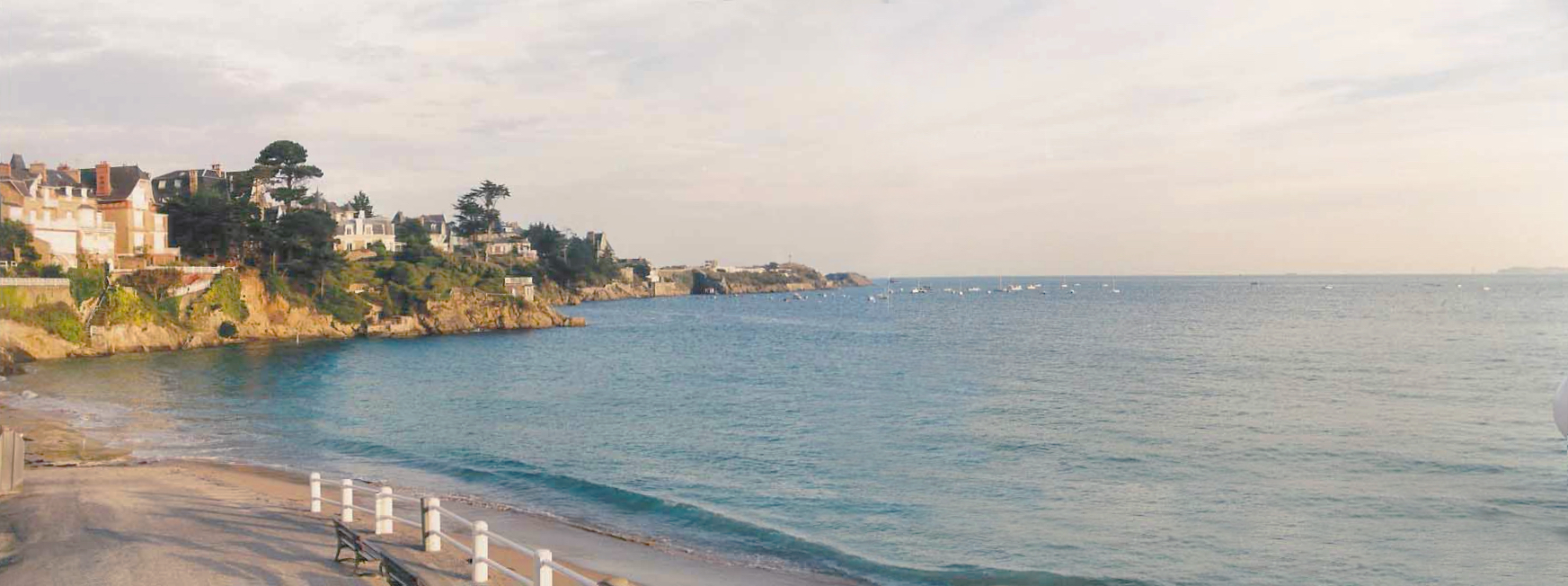
Grand'Plage à marée haute.
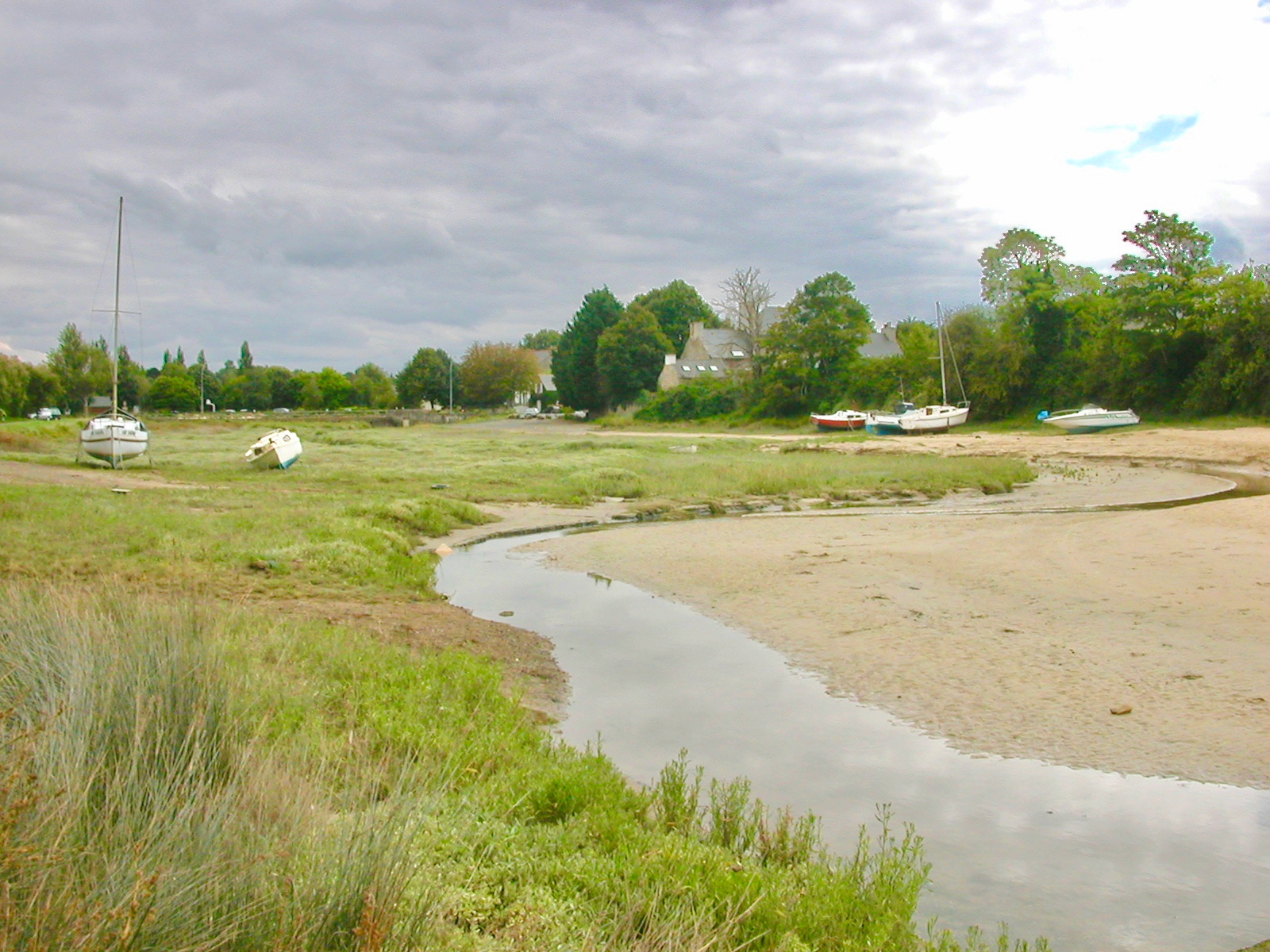
Le Goulet à marée basse.
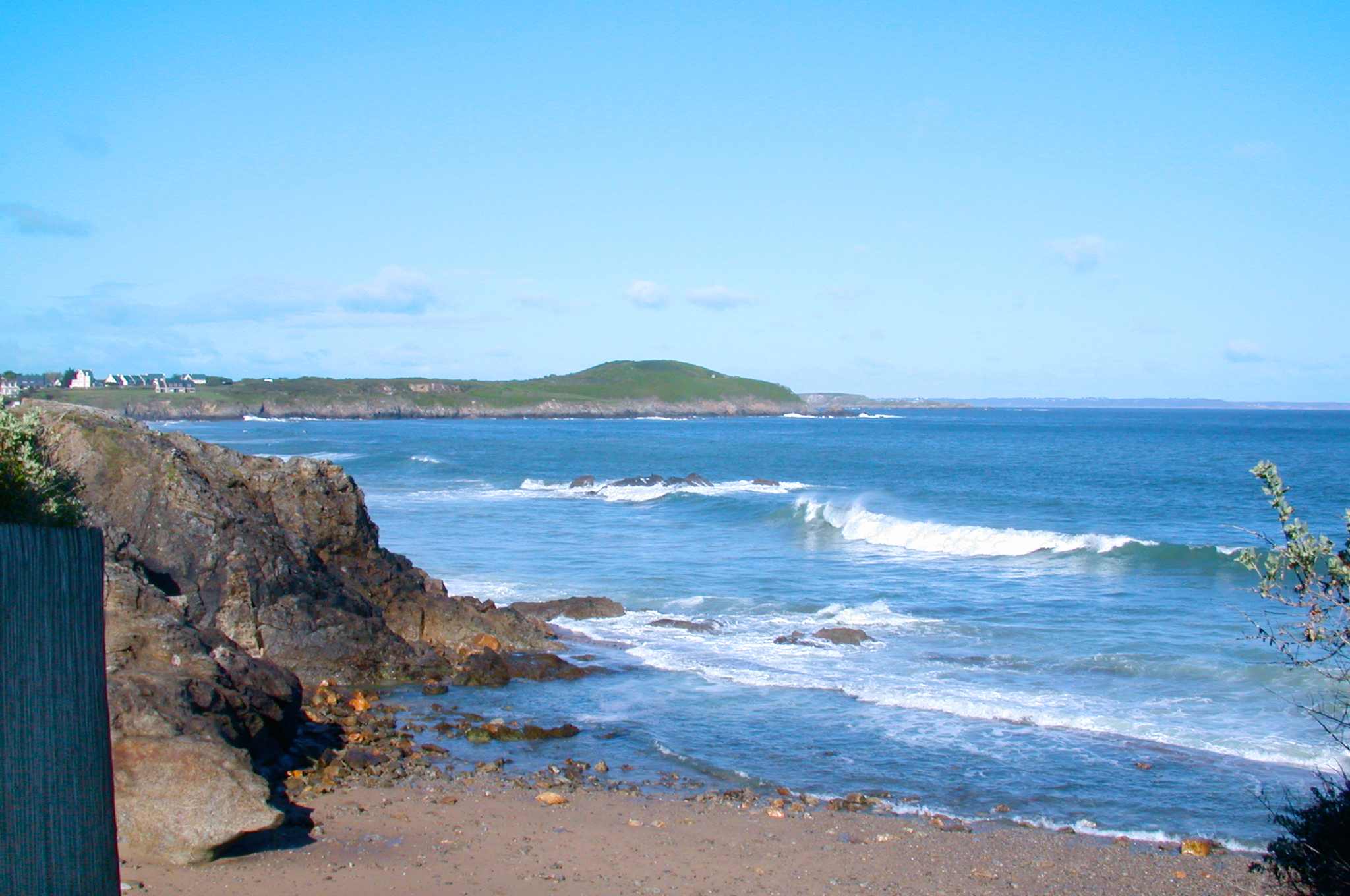
Plage de Longchamp vers la Garde Guérin (Saint-Briac) et le cap Fréhel.
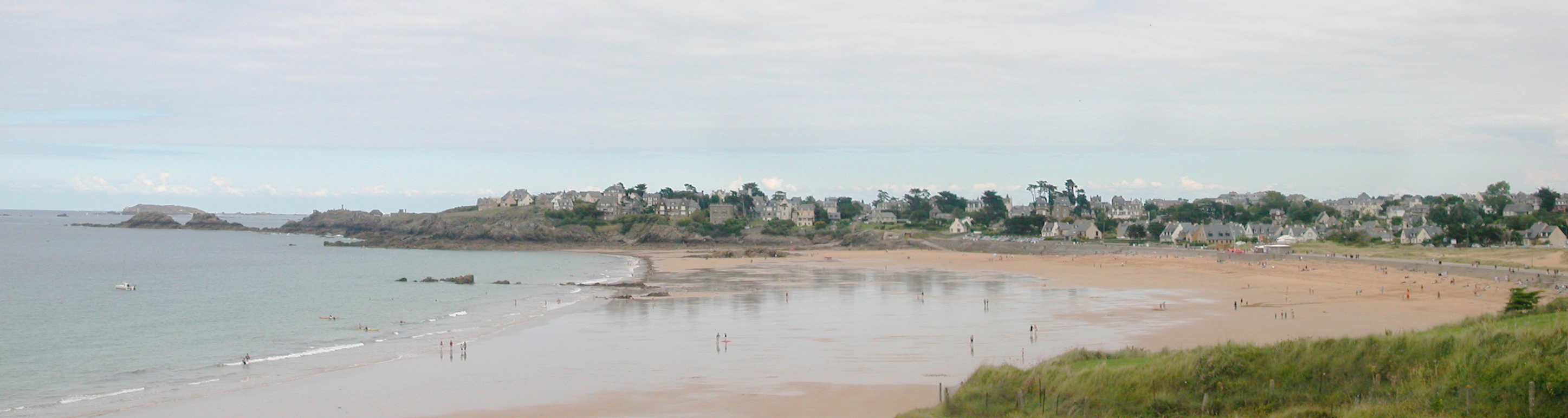
La plage de Longchamp, à l'ouest de la pointe du Décollé.

#### Pointe du Décollé
Chaos de rochers et de grottes qui s'avancent profondément dans la mer, la pointe du Décollé s'ouvre sur un panorama qui s'étend de la pointe de la Varde au cap Fréhel. On note la présence de deux grottes marines : la grotte des Sirènes et la grotte des Hirondelles.
À l'ouest apparaît la plage de Longchamp et à l'est la Grande Plage surplombée par le Grand Hôtel. La petite plage des Hirondelles se trouve à l'extrémité nord-ouest du Décollé. La pointe, au nord-est est surmontée d'une croix en granit de 1880.
Plusieurs blockhaus, vestiges de la Seconde Guerre mondiale, sont encore apparents.
Un ancien tunnel, aujourd'hui effondré, reliait la vieille église à la pointe du Décollé.
C'est ici qu'en 1977, le peintre Geoffroy Dauvergne fit une chute mortelle.

#### Pointe du Nick et le Goulet
À l'embouchure du Crèvelin, au pied de la pointe du Nick (espace naturel départemental), le Goulet est un des sites naturels de Saint-Lunaire.

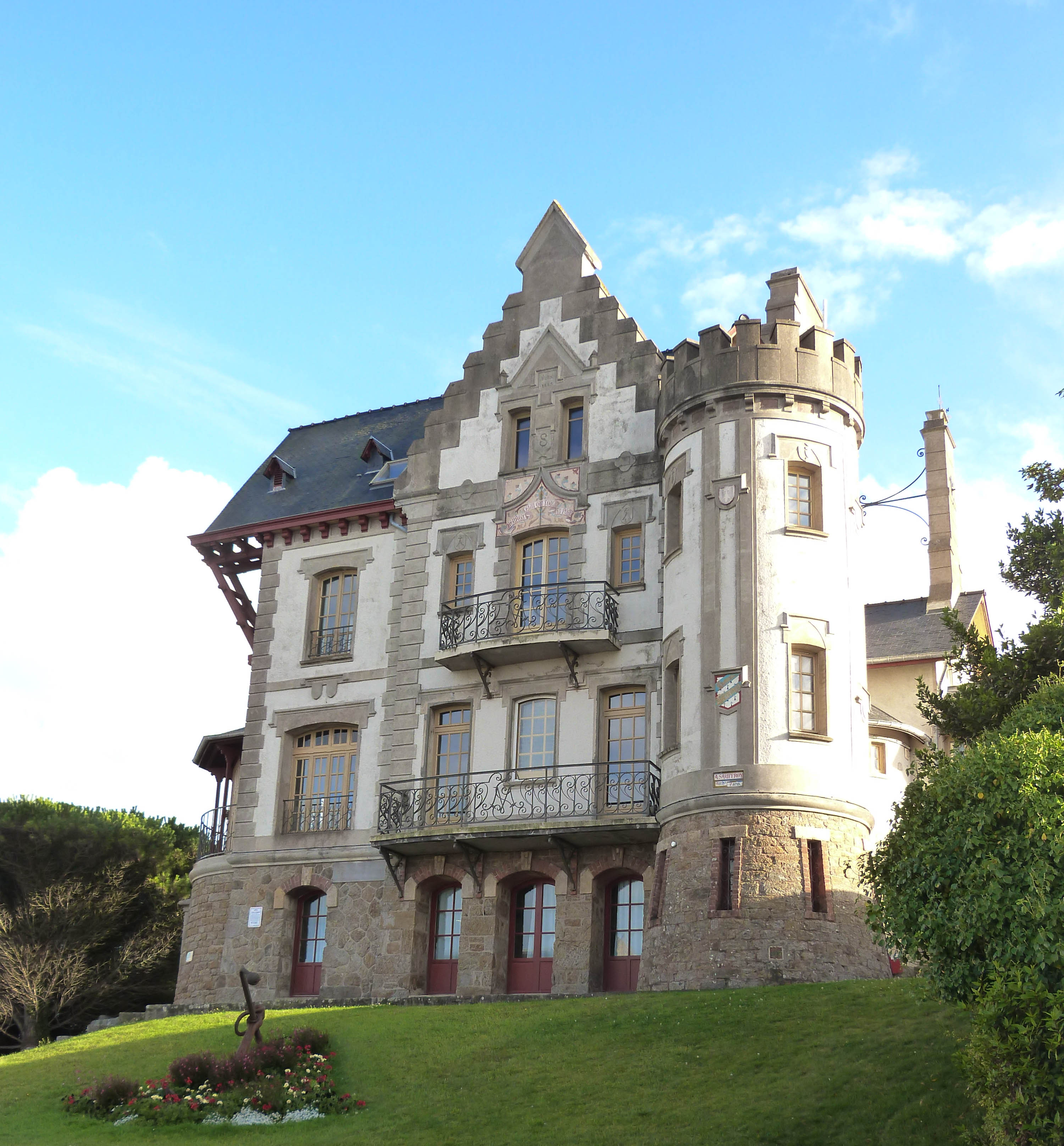
Depuis 1967, la mairie est sise dans une villa de l'architecte Aimé Sauffroy, comme le Grand Hôtel. Elle est de style balnéaire alliant néomédiéval et néoflamand.
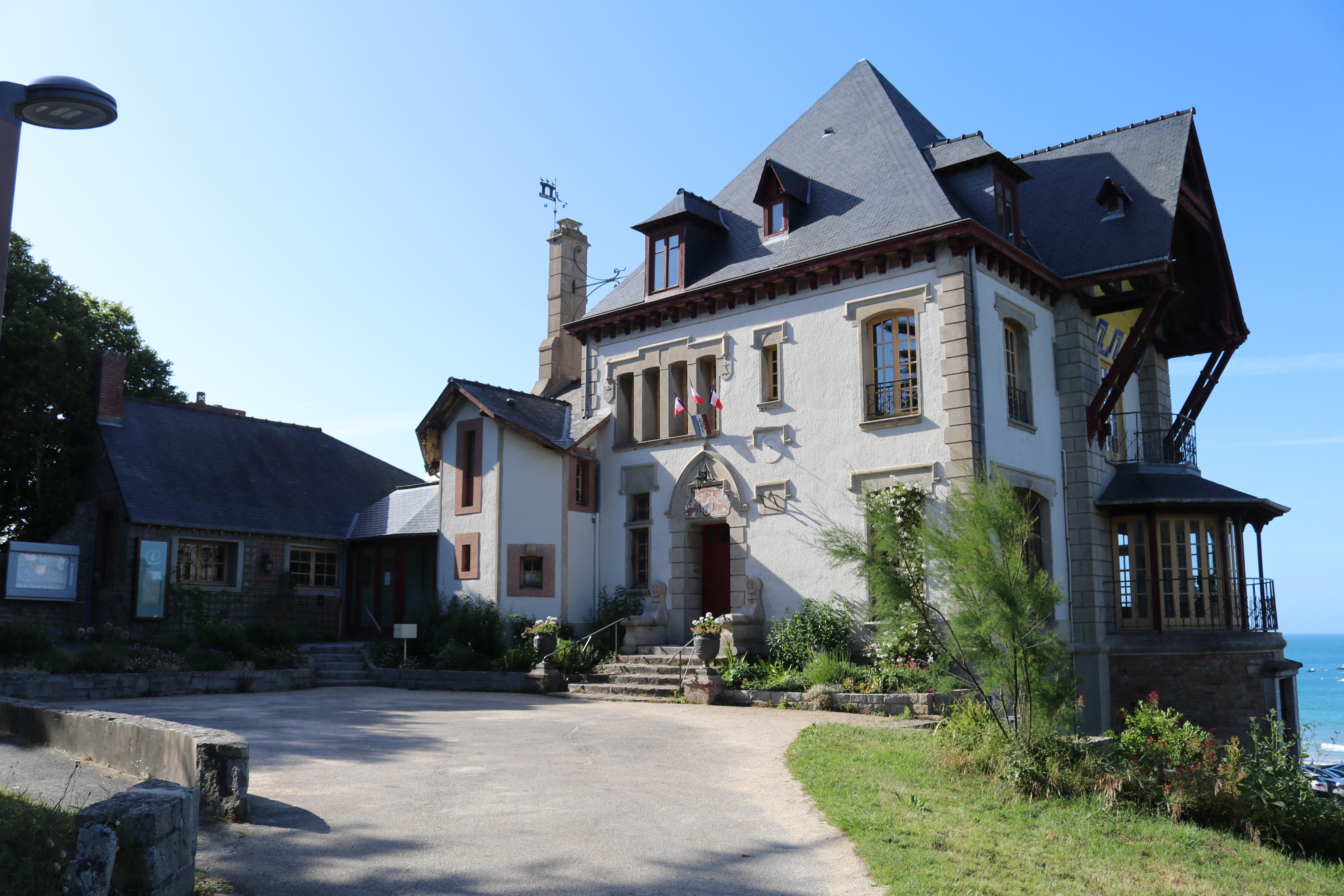
La mairie domine la Grand'Plage.
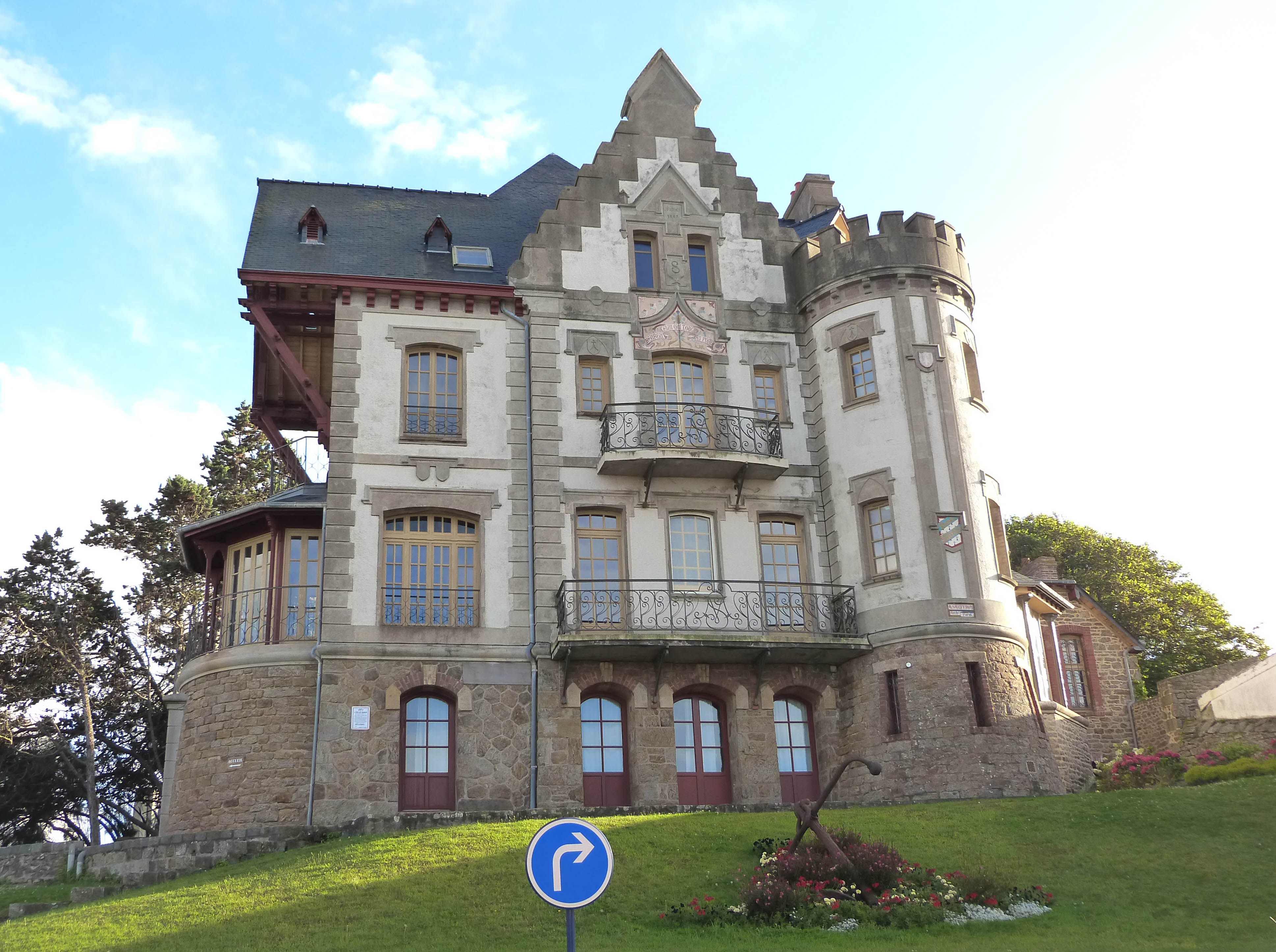
La mairie vue du Boulevard du Général de Gaulle.
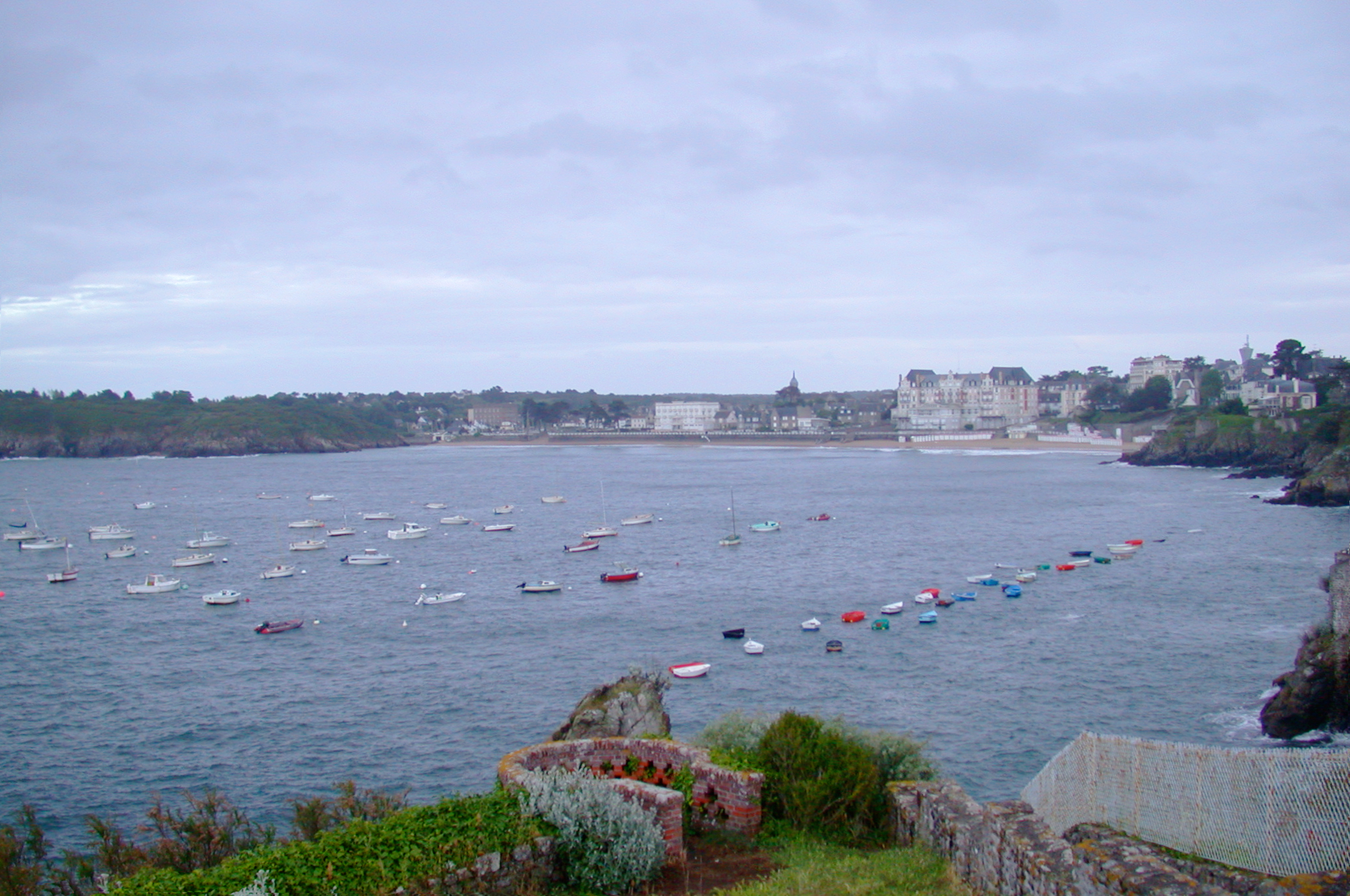
la Grand'Plage et le bourg vus du Décollé le soir.
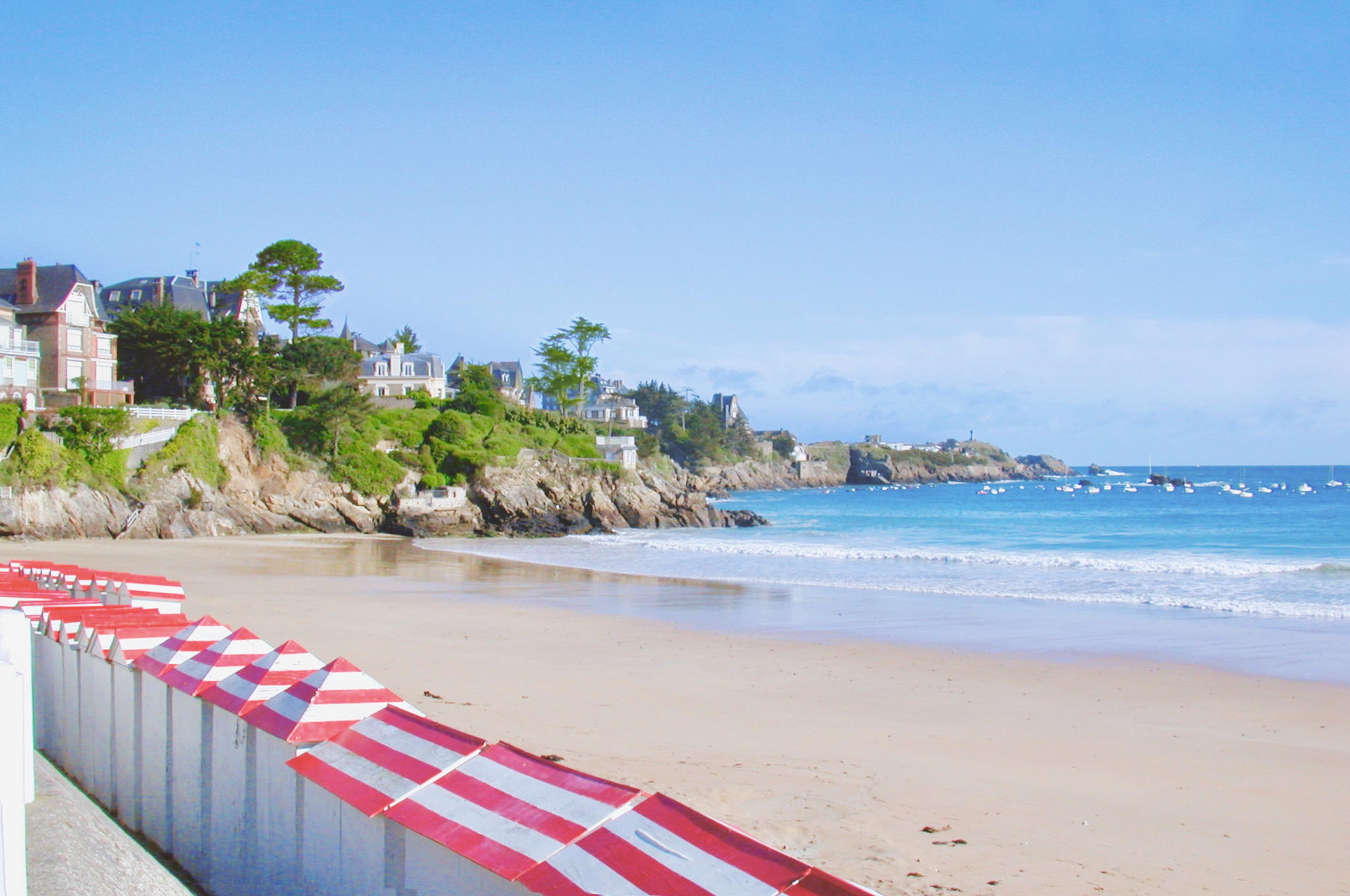
La Pointe du Décollé vue de la Grand'Plage.
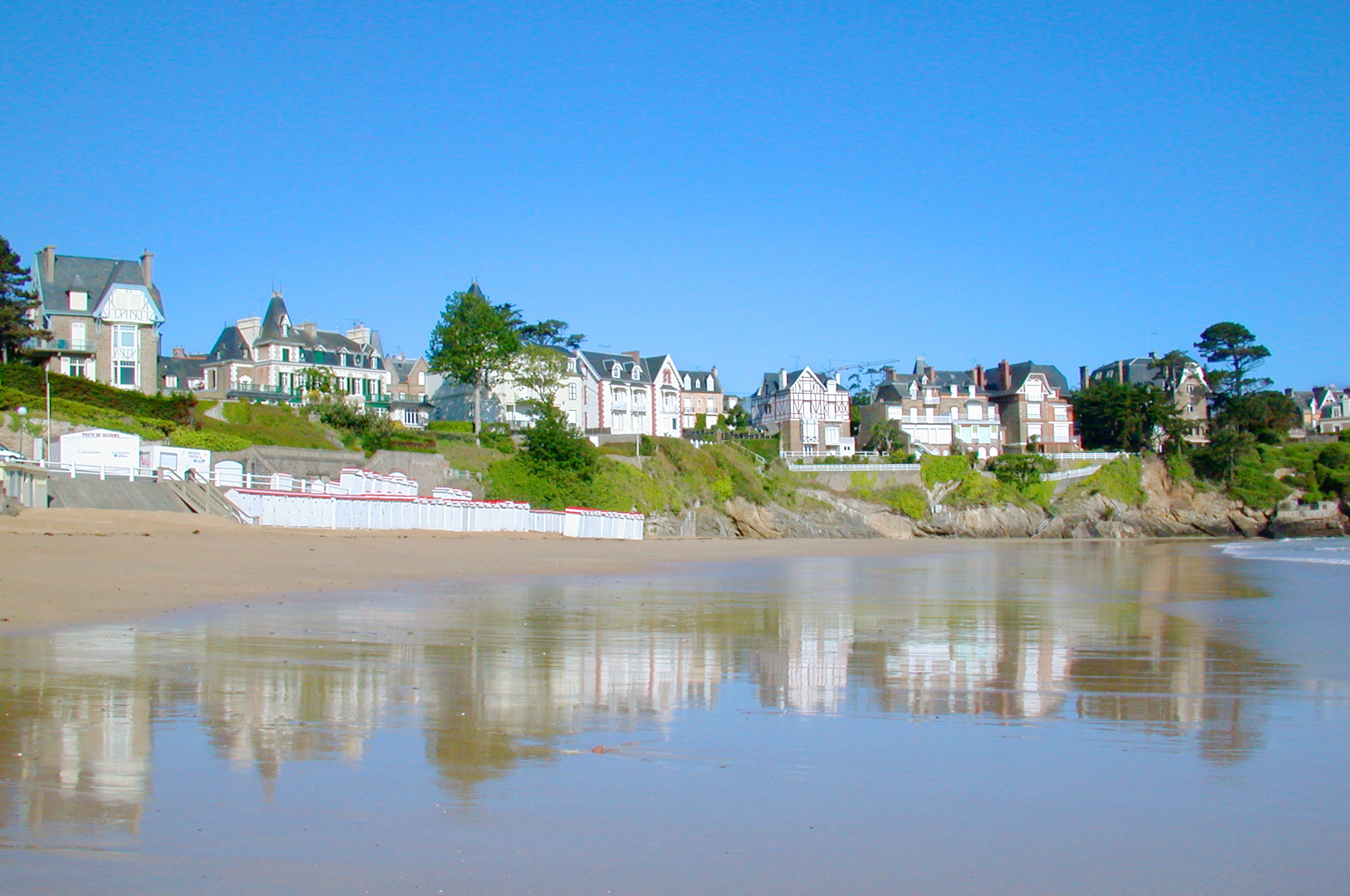
Premières villas du Décollé de la Grand'Plage.
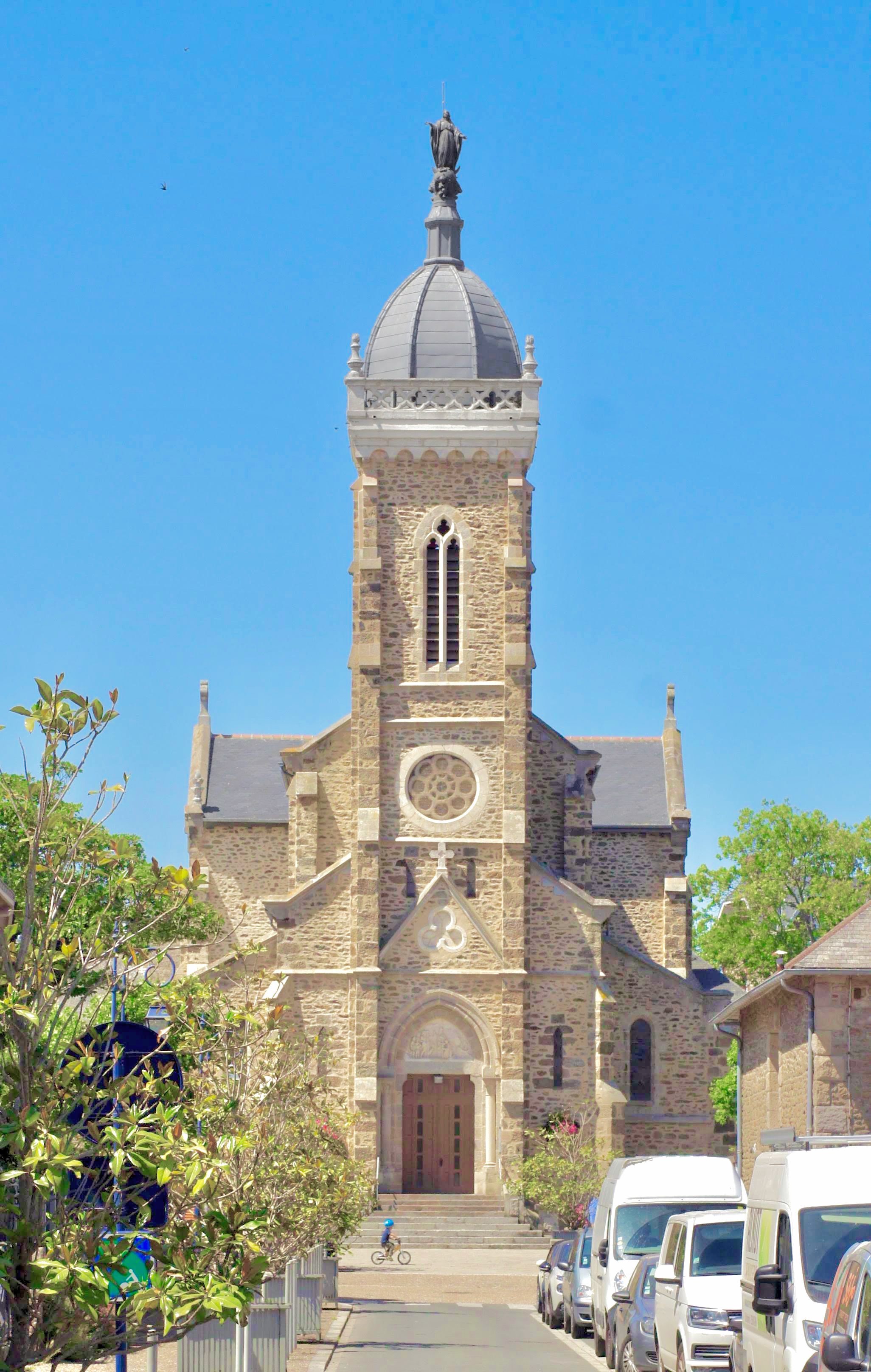
L'église paroissiale (XIXe siècle).
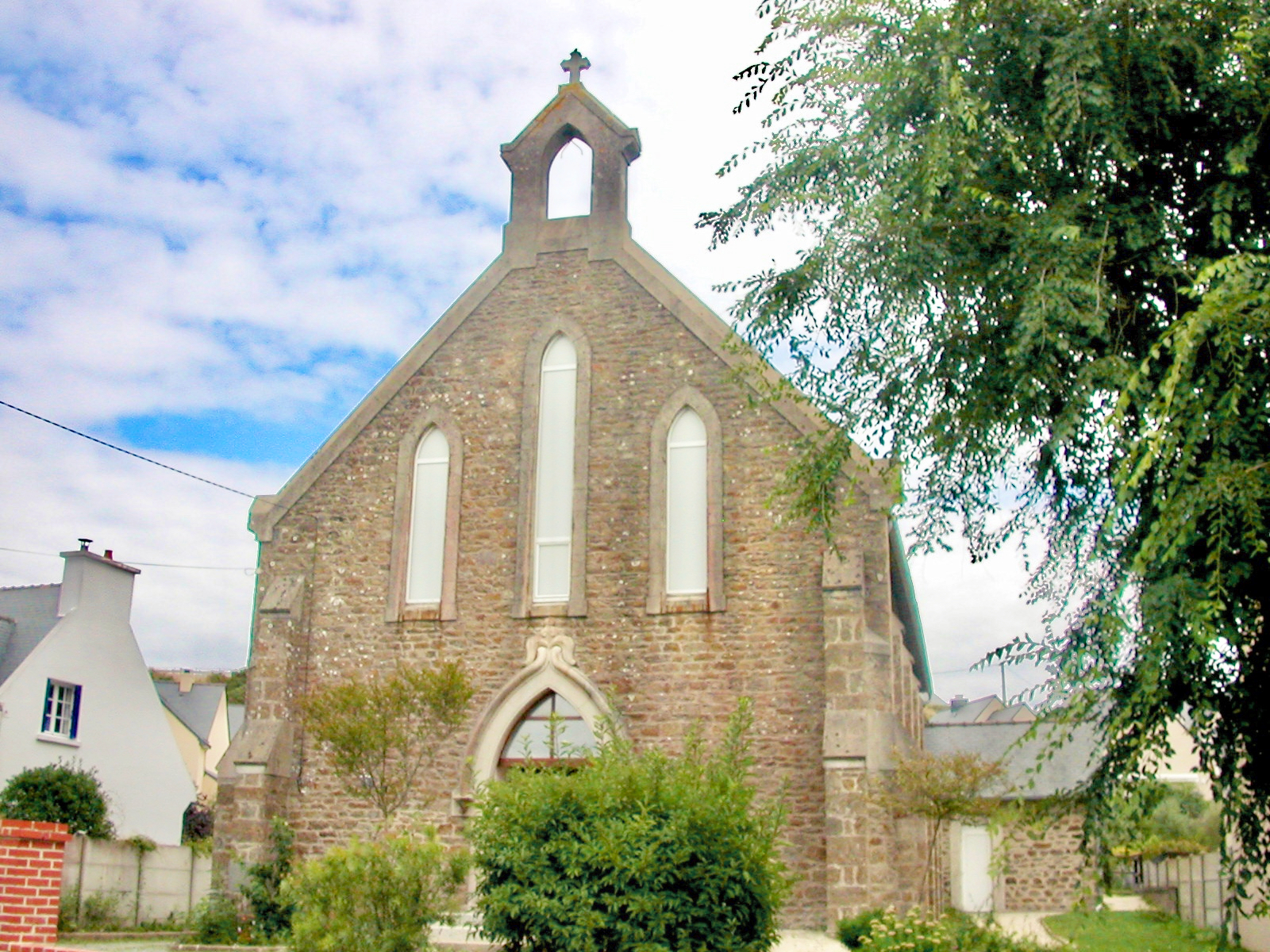
Le temple.
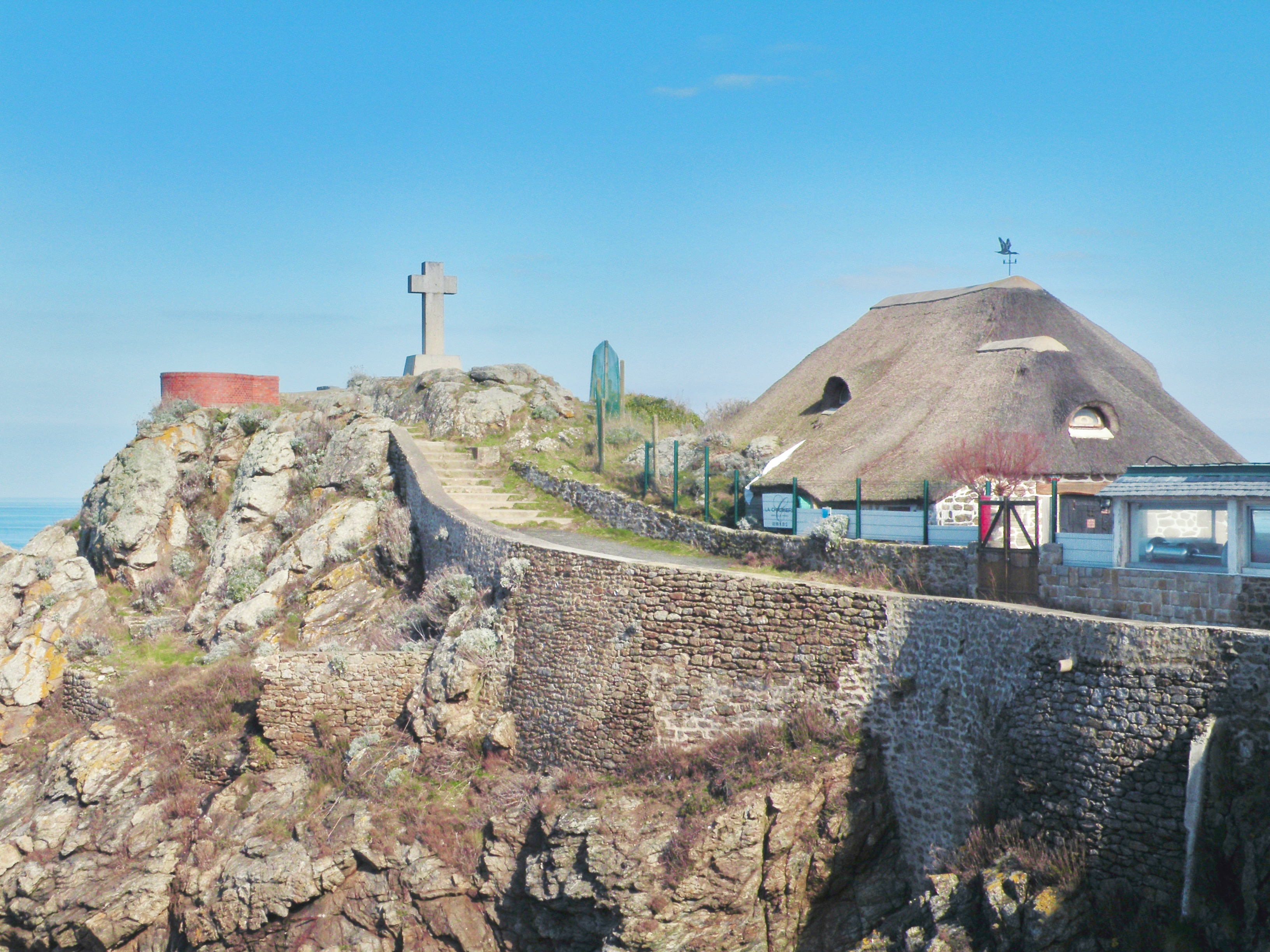
La pointe du Décollé.
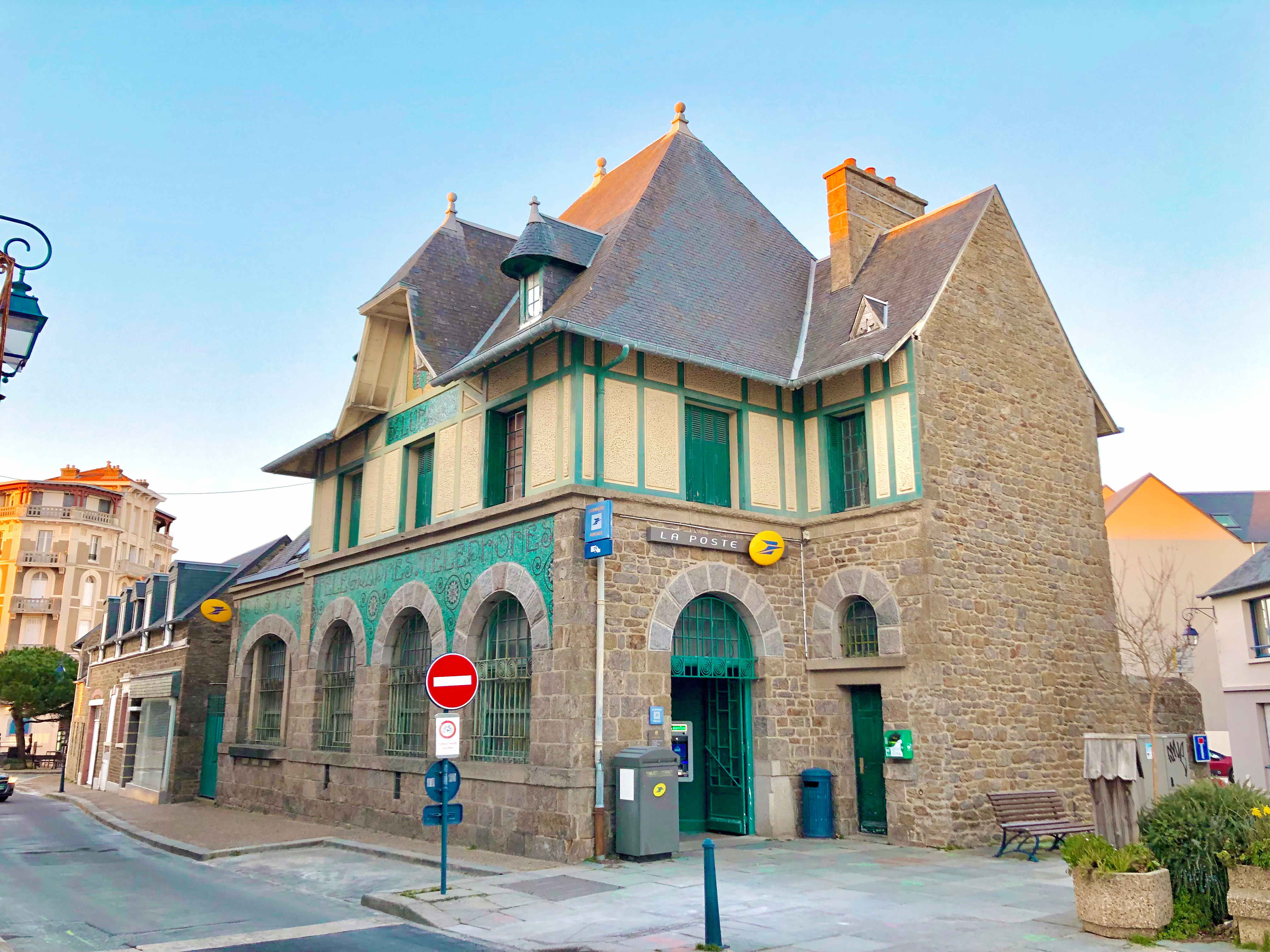
la Poste de Saint-Lunaire …
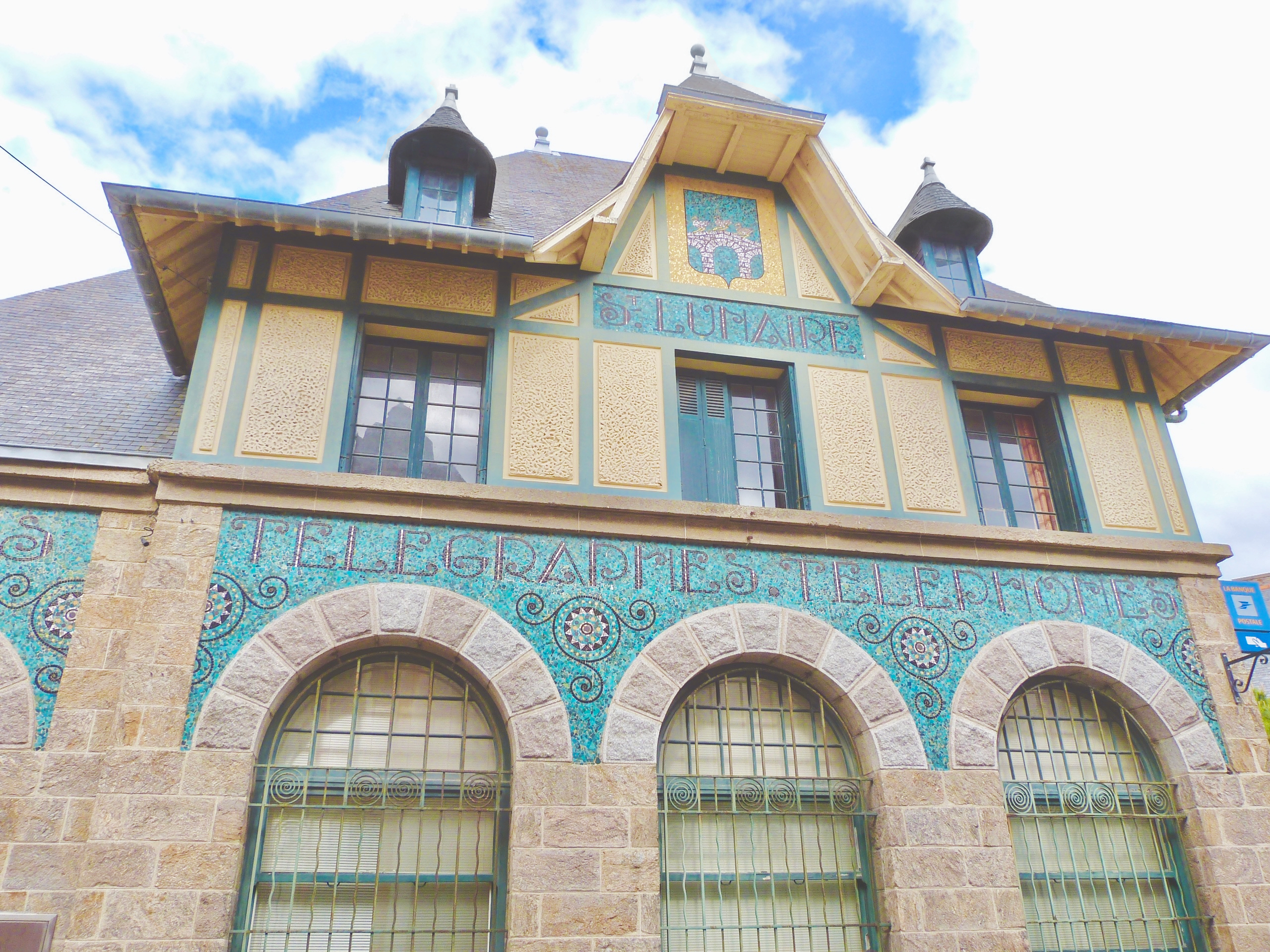
… avec ses mosaïques en façade réalisée par Odorico.
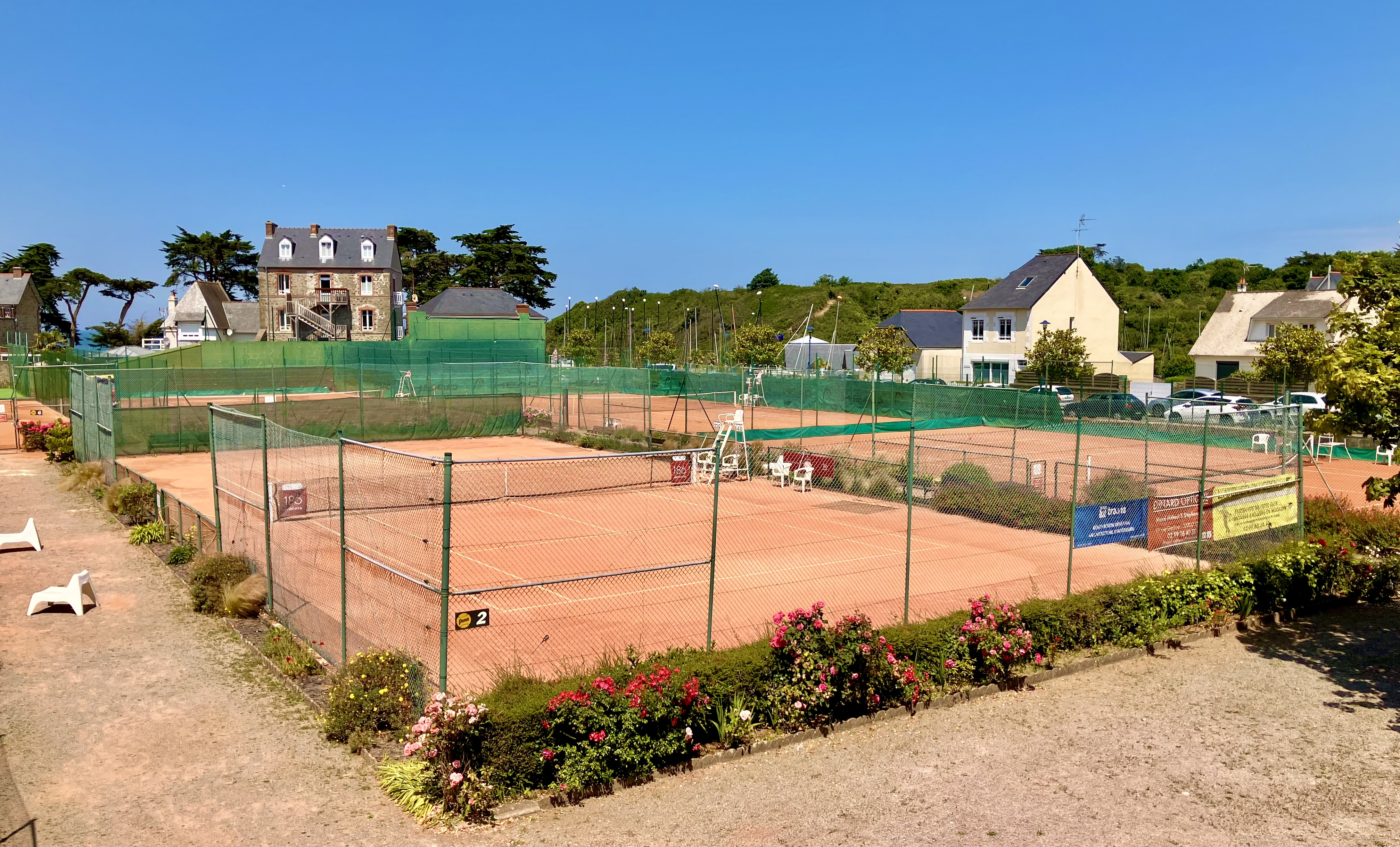
Courts de tennis du Saint-Lunaire Côte d'Émeraude Tennis Club avec le Yacht Club en arrière plan.

### Saint-Lunaire au cinéma
Plusieurs films ont eu pour cadre la commune :
- Conte d'été, film d'Éric Rohmer ;
- Neuf jours en hiver, téléfilm d'Alain Tasma diffusé en 2015 ;
- La Dame de Saint-Lunaire, film d'Agathe Oléron sorti 2016.

### Personnalités liées à la commune
- Aristide Le Dantec (1877-1964), médecin-général, membre de l'académie des sciences coloniales, créateur de l'école de médecine de l'Afrique occidentale Française à Dakar, chevalier et officier de la légion d'honneur, croix de guerre de la résistance, maire de St-Lunaire de 1945 à 1953.
- Jean Rochefort (1930-2017), acteur possédait une résidence dans la commune[34]. Le centre culturel de Saint-Lunaire porte son nom depuis le 25 novembre 2006[35].
- Geoffroy Dauvergne (1922-1977), artiste peintre est mort accidentellement à la pointe du Décollé.
- Carole Lavoie, romancière et auteur dramatique, a vécu à Saint-Lunaire. Elle est l'auteur d'une saga romanesque qui retrace l'histoire des bains de mer en France, notamment sur la Côte d'Emeraude (voir la section bibliographie).
- Sébastien Bazin (1961), homme d'affaires français et actuel PDG de l'opérateur hôtelier Accor. Il possède une maison sur la pointe du Décollé.
- Etienne Daho (1956), le Rennais a une chanson méconnue intitulée Saint-Lunaire dimanche matin, dans son créatif répertoire[36],[37],[38].
- Une chanson du rappeur Reynz est nommée Saint-Lunaire.
- Nicolas Hulot (1955), journaliste, reporter, animateur et producteur de télévision, écrivain, militant écologiste, homme d'affaires et homme politique français y vit[39].

### Héraldique
| Blason de Saint-Lunaire | Blason  | De sinople au pont d'une arche et deux demies d'or, maçonné de sable, surmonté de trois merlettes d'argent rangées en chef.                                                                       |
| Blason de Saint-Lunaire | Détails | Autre description, De sinople à un pont de trois arches d'argent, à trois canettes (cygnes) du même, becquées et membrées d'or, passantes sur le pont. Blason des De Ponthual, anciens seigneurs. |